# Ostoja

Vapenskölden Ostoja de Stiboricz

Ostoja (latin: Ostoya) är en klan av riddare, uradel och högadel som under senmedeltiden hade betydande inflytande i Centraleuropa. Klanens medlemmar verkade och ägde mark i Polen, Litauen, Tyskland, Övre Ungern (nuvarande Slovakien), Ungern, Transsylvanien, Vitryssland, Ukraina, Moldavien, Kroatien, Bosnien, Ryssland och Preussen.
Ostoja-familjerna bodde under medeltiden oftast väldigt nära varandra i grupper med starka band. De var oftast välutbildade och innehade höga positioner. I krig eller vid konflikter samlades klanen och stred under gemensam fana. Deras egendomar fanns i huvudsak i Polen, Litauen och Övre Ungern (nuvarande Slovakien), som under medeltiden var del av det ungerska riket under styre av Sigismund av Ungern, tillika tysk-romersk kejsare. Klanens främste företrädare Stibor de Stiboricz var hertig av Transsylvanien 1395–1401 och 1410–1414. Han tilldelades även titeln furste av Halicz år 1387, greve (ispán) över Nitra, Trenčín, Pozsony (nuvarande Bratislava) med flera. Stibors främsta egendom var den 406 km långa floden Waag med tillhörande mark och dess 15 slott i gotisk stil. Tillsammans ägde Stibor och hans son Stibor de Beckov över 300 lantegendomar, städer och 31 slott i Övre Ungern, vilket sammantaget omfattade halva västra Slovakien av idag. Egendomarna utgjorde den främsta försvarslinjen i norra delen av det Ungerska väldet. Stibor de Beckov (Stibor II) ägde sedan även mark och slott i Tjeckien, Ungern och Tyskland. Slottet Beckov gjordes till familjens huvudsäte och var under renässansen ett av de förnämsta i Ungerska riket. Stibor de Stiboricz var Sigismund av Ungerns främste vän och rådgivare, samt dennes mest lojala anhängare. Stibor och hans son blev också medlemmar i den inflytelserika Drakens orden. Klanens makt och rikedom blev med tiden legendarisk i Ungern och sedan i modern tid i Slovakien. I praktiken var hertig Stibors ställning och makt jämförbar med Europas kungahus.
Medlemmar av Ostoja-klanen som följde Stibor de Stiboricz till Ungern erhöll egendomar och höga befattningar som delades ut av Stibor de Stiboricz, de erhöll även mark och titlar som ungerska riksbaroner av Sigismund av Ungern och ägde tillsammans ett tiotal egendomar och slott där slotten Sintava och Kazaa hörde till de främsta i Övre Ungern. Samtidigt härskade andra medlemmar av Ostoja-klanen i flera länder (vojvodskap) i Polen mellan åren 1370 och 1460. Jan de Jani var hertig (vojvod) av Pommern och Gdańsk, Stibor de Poniec var regent av Poznań och Storpolen, Jakusz de Blociszwewo var hertig av Lviv och Nicolaus Szarlejski de Stiboricz hertig av Kujavien och Storpolens företrädare.

## Klanens ursprung och släkter

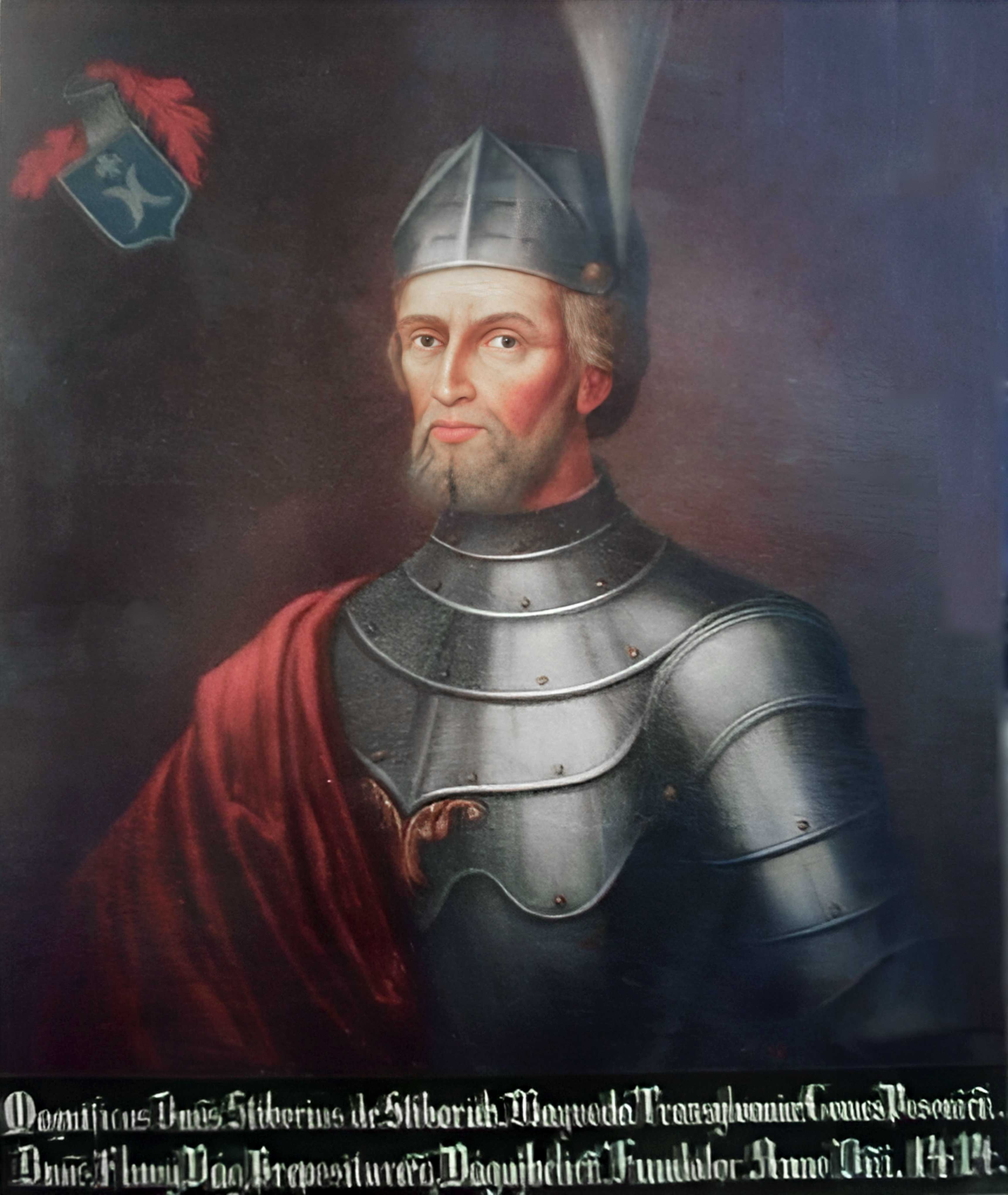
Stibor de Stiboricz, målning från 1900-talet

Man har ännu idag inte lyckats klarlägga klanens ursprung fullt ut. Traditionellt trodde man länge att klanens medlemmar i princip var en och samma familj, då klanens egendomar ofta låg väldigt nära varandra och bildade små öar av sådana. Historiska dokument bekräftar dock att flera familjer har blivit adopterade till klanen utan att ha något blodsband med ursprungliga medlemmar av klanen. En DNA-analys av dagens medlemmar av Ostoja-klanen, där ättlingar till flera medeltida linjer av Ostoja testades, visade stora skillnader där ett antal medlemmar uppvisar haplogrupp R1b1 vilket visar västeuropeiskt eller tyskt ursprung. Majoriteten tillhör dock haplogrupp R1a. De cirka 200 efternamn som finns upptagna i klanens historia och som räknas till uradel härstammar till största del från namnen på deras stamgårdar där man istället för "von" eller "de" på 1400-talet övergick till "-ski" eller "-cki", som då var förbehållet för riddare och adel i Polen.
Klanens tidigast kända medeltida stamgårdar heter Sciborowice och Stiborio nära staden Kraków i Lillpolen, noterade år 1176 och 1178. Tidigast kända person ur klanen är Stibor som år 1100 gav en gåva till Wawelkatedralen och som år 1099 kallas i källor comes (Comes rei militaris) Stibor de Jableczna samt comes Stibor de Poniec. I början på 1200-talet noterades även egendomen Sciborzyce i Lillpolen, som ägdes av Nicolaus Ostoja, vars person finns noterad i och med att han uppförde en kyrka i Romansk stil på egendomen Wysochice. Sciborzyce såldes sedan till kyrkan av Nicolaus två söner, Strachota och Stibor, år 1252. Strachota flyttade till Mazowsze och anslöt till det furstliga hovet, medan Stibor flyttade till Kujavien där han kallade sin egendom Sciborze, noterad sedan i källor år 1311. Från denna gren härstammar den mest kända Ostoja-linjen som sedan skulle bli berömda i Ungern och Slovakien. Själva namnet Scibor har sitt ursprung i förnamnet Stibor (Czcibor, Scibor), som i västslaviskt språk betyder heder och strid. En teori gör gällande att Stibor i Ostoja har sitt ursprung i Czcibor av Piast, som var bror till Mieszko I av Polen, en annan att det rörde sig om en styrande dynasti innan Piast (före år 966) i området som omfattade Kujavien och Pommern, som fick ge vika för den intågande kristendomen med Mieszko I av Polen i spetsen. Klanens heraldiska vapen, som likväl heter Ostoja, har två månar i sin vapensköld. Den slaviska befolkningen såg solen som tecken för Gud och månen som tecken för prins eller furste, på polska heter månen księżyc och en prins książę. Två månar i skölden och även i medeltida släkttecken innan vapensköldarna formades betyder härskare från öst till väst. Korset i skölden kom till då kristendomen tog över den hedniska kulturen. Senaste DNA-tester antyder samband mellan olika linjer av den ursprungliga Ostoja-Stibor-dynastin daterat till 400-500-talet. Man har idag kunnat kartlägga över 300 stamgårdar tillhörande olika Ostoja familjer.

### Klanen
I början av 1000-talet, under Boleslav I:s av Polen regeringstid, anslöt många legoknektar för att förstärka den polska armén, de flesta härstammade från Normandie. En del av dessa tjänstgjorde under befäl av släkten Stibor vel Sthibor, som senare kom att kallas Stiborici i det Ungerska riket och som även grundade Ostoja. En gren av släkten  hade som uppdrag att försvara rikets gränser i norr, det vill säga Kujavien och Pommern. Legoknektarna var ett elitförband, som snabbt steg i rang till capitaneus (från latinets caput, huvud, överhuvud). Som betalning för sina tjänster fick legoknektarna jord och bosatte sig således i Polen och bildade familj. Egendomarna låg sida vid sida med varandra och på så sätt kunde familjerna snabbt samlas vid behov, ena sina styrkor och föra dem i krig. 
Fram till 1200-talet var Ostoja eller Hostoja familjernas stridsrop, som även spelade roll för att riddarna skulle känna igen varandra i strid. Stridsropet övergick på 1200-talet till att bli familjernas efternamn och används före efternamn som senare antogs på 1400-talet. Då hertigen Moscic av Ostojas släktmärke övergick till vapensköld i slutet av 1200-talet, antog alla grenar av släkten, samt vissa riddarsläkter med hög befattning, samma vapensköld som sin befälhavare och därmed skapades Ostoja-klanen, vars vapensköld också kallades Ostoja. Många Ostoja-familjer använder dubbelnamn där Scibor ersätter Ostoja, till exempel Scibor-Rylski, Scibor-Kotkowski eller Scibor-Chelmski, för att understryka anknytningen till klanens huvudlinje och släktskap. (Stiboricz).

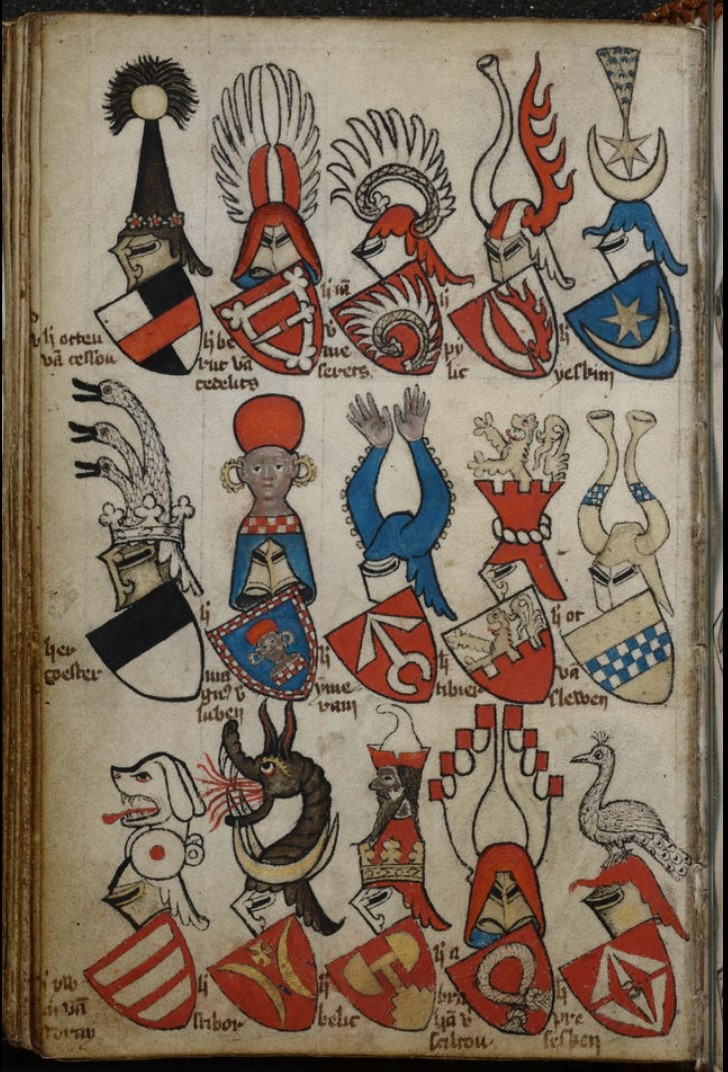
Stamvapen Ostoja i Gelrevapenboken.

År 1242 var Moscic de Magni Kozmin hertig av Poznań och Piotr de Krepy var år 1259 kastellan av Sandomierz. Nicolaus Ostoja de Stiboricz avslutade bygget av en romersk kyrka år 1232 i Wysocice, där släktmärket är inristat på den vänstra sidan av kyrkans huvudport.
År 1304 noterades vidare comes Marcin de Chelm et Wola nära Kraków, det finns även källor som nämner comes Dobieslaw, comes Sanzimir och comes Imram, alla tillhörande Ostoja-klanen. År 1257 reste Ostoja-klanen en kyrka i Kraków tillsammans med klanen Gryf och 150 år senare uppförde Stibor de Stiboricz släktens kapell vid Sankta Katarina-kyrkan i Kraków, vilken idag sköts av augustiner.
Under tiden då Jagiellonätten styrde över det polsk-litauiska samväldet kom många förändringar i statsförvaltningen och organisationen ändrades. Adliga titlar såsom comes och barones förbjöds, då adel och ridderskap skulle vara av samma rang, men fick officiellt användas utanför polsk-litauiska väldets gränser. Vojvodtiteln ändrade karaktär från att vara en hertig till att bli det högsta ämbetet med senatorsvärdighet. Ostoja-klanen hade generellt en kritisk syn på Jagiellonättens styre, men spelade en avgörande roll i kriget mot Tyska orden. Med få undantag såg Ostoja-klanen huset Anjou eller von Luxemburg på den polska tronen som mer kompetenta regenter. Ostoja-klanen hade under medeltiden starka band med medlemmarna av Piastdynastin och gav vid flera tillfällen stöd för dess anspråk till den polska tronen.
Familjer som hör till Ostoja-klanen med anor från medeltiden (uradel) blev aldrig dubbade till riddare eftersom riddartitel i Ostoja går i arv. Då det polsk-litauiska väldet föll samman och delades mellan Ryssland, Österrike och Preussen i slutet av 1700-talet, delade dessa makter ut olika titlar såsom baron, greve eller prins till aristokratiska familjer som ville tjäna dem eller betala för en sådan titel. Trots sin ställning sökte inte Ostoja-familjerna några sådana titlar, som av klanen ansågs som främmande. Den av Polska Domstolen registrerade Klanens Vapen som anknyter till riddare av Drakens orden. En medlem ur klanen fick dock grevlig titel i Ryssland (Mikorski) och en annan medlem (Czechowicz) blev baron i Österrike. Båda grenar är utslocknade på svärdssidan.

### Vapenskölden

Modern ver. av Ostoja

Stamvapen Ostoja saknar ursprungligen en rangkrona ovan skölden, olika Ostoja-familjer har genom tiderna använt olika rangkronor. Familjer som har blivit adopterade till klanen efter 1569 använder en adlig. Dessa familjer har oftast en vapensköld som är en "modern" variant av Ostoja och skiljer sig till viss del från det ursprungliga. Adopterade familjer hade i de flesta fall adlig värdighet då de introducerades i klanen och ärvde inte klanmedlemmarnas urgamla titlar. Under senmedeltiden anslöt några av de främsta rysk-litauiska släkter till Ostoja-klanen, däribland de furstliga familjerna Boratynski, Siemienowicz, Domontowicz och Palecki, samt den framstående släkten Sluszka härstammande från medeltida baroner, vilka alla tillhörde uradeln i sina respektive länder. Till uradel och medeltida baroner (Barones Ragni Poloniae) i Ostoja och härstammande från Ryssland räknas även  Czechowicz, Krzywiec, Brodowicz, Hrebnicki Doktorowicz samt bojarätten Danielewicz, vars egendomar fanns i Litauen, Ryssland, Vitryssland, Moldavien och Ukraina. 
Vapenskölden är upptagen i de flesta medeltida vapenrullorna: Gelrevapenboken, Lyncenich, Bergshammarvapenboken, Toison d'or, Stemmata polonica, Bellenvillevapenboken. Vapenskölden har i de polska vapenböckerna från 1800- och 1900-talen ritats på ett felaktigt sätt, ett svärd ersätter korset och den eldsprutande draken som hjälmprydnad ersattes av fem fjädrar. En adlig krona lades till ovan skölden. Denna variant kallas "modern" version av Ostoja och återfinns i alla adelsbevis och dokument från 1800-talet.

### Diplomatiska spelet

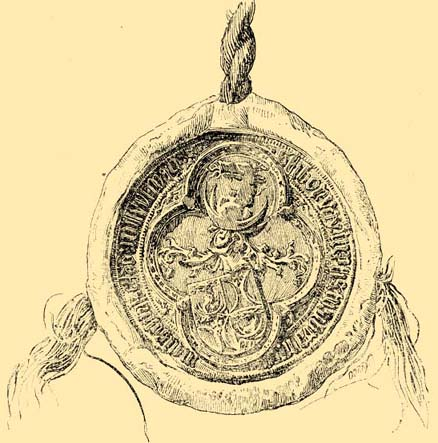
Teckning av sigill tillhörande Stibor de Stiboricz.

Under 1400-talet spelade Ostoja-klanen en betydande roll i maktspelet mellan Polen och Tyska Orden. Officiellt var Sigismund av Ungern i förbund med Tyska Orden och planerade Polens delning, men i praktiken blev det diplomatiska spelet som Ostoja-klanen förde ekonomiskt förödande för Tyska Orden. Den polska sidan företräddes av Moscic de Staszow, Nicolaus de Stiboricz och Nicolaus de Blociszewo, alla tillhörande Ostoja-klanen, samt den Svarte Riddaren (Zawisza Czarny), som ständigt gästade Ostoja-familjer i Slovakien och mäktige regenten Sedziwoj de Szubin, som var far till Stibor de Stiboriczs fru. Den ungerska sidan valde Stibor de Stiboricz att sköta det diplomatiska spelet. Dessa familjemöten resulterade i en plan som påbörjades år 1405 och avslutades 1466, då Tyska Orden fick ge upp fästningen Malbork utan strid och därmed blev dess makt bruten. Då fästningen Malbork intogs av Stibor de Poniec av Ostoja år 1466, finansierades kampanjen av Gdańsk med hertig Jan de Jani av Ostoja i spetsen. Som tack för hjälpen och för att minnas den stora segern, fick Gdańsk en krona i sitt vapen av den polske kungen. Under åren 1411-1457 bestod mer än hälften av Polens armé, som stred mot Tyska Orden, av hertig Jan de Janis och hertig Szarlejski de Stiboriczs styrkor.
I Slovakien bekostade Stibor de Stiboricz en egen stående armé bestående av över ett tusen välutrustade riddare. Såsom hertig av Transsylvanien var han befälhavare över rumänska styrkor och vid behov rekryterade han ett par tusen soldater, som tillsammans utgjorde en modern och mäktig armé, vid större konflikt uppgick hans egen armé till flera tusen riddare och soldater. I samband med en konflikt mellan Österrike och Ungern, brände Stibor de Stiboricz ner Habsburgarnas hertigdöme och påbörjade belägringen av Wien då Habsburgarna slöt fred med Sigismund av Ungern och belägringen avbröts. Därefter fortsatte Stibor med sin armé till Italien, där han tillsammans med florentinske storherren Pipo av Ozora besegrade republiken Venedig i slaget vid Friuli. Under många år förde Stibor de Stiboricz även krig mot hussiter i norr och Osmanska riket i söder.
Strax innan Slaget vid Tannenberg (1410) lät Stibor meddela den polske kungen att Ungern förklarar Polen krig och direkt efter slaget gick hans styrkor in i Polen och brände ner Nowy Sącz, men vände strax tillbaka och åsamkade därigenom ingen egentlig skada. Tyska Orden betalade Sigismund av Ungern en betydande summa pengar för dennes attack mot Polen från söder, men eftersom Sigismund lät Stibor de Stiboricz leda armén, blev det ingen konfrontation med polska styrkor. Den polska sidan var redan tidigare informerad om vad som skulle ske genom diplomatiska kanaler och således offrades Nowy Sącz för den goda sakens skull. Tyska Orden förlorade slaget och fick betala ett stort skadestånd till den polska sidan. Dessa medel lånades sedan ut till Sigismund av Ungern för att denne på ett effektivt sätt skulle kunna föra krig mot Osmanska riket mot att Polen förlänades rika saltgruvor i Spiš-regionen i nordöstra Slovakien (dåtidens Övre Ungern). Stibor de Stiboricz har vid två tillfällen återtagit kronan till Sigismund av Ungern tillsammans med den mäktiga Garaysläkten som var Ostoja-klanens närmaste bundsförvanter.
Stibor de Stiboriczs son, Stibor de Beckov (Stibor II), utökade släktens egendomar och då det blev klart att Albrekt II av Tyskland skulle efterträda Sigismund i Ungern och som tysk-romersk kejsare, slöt Ostoja-klanen och Habsburgarna fred. Stibor de Beckov planerade gifta bort sin dotter Katarina med en polsk prins av Piastdynastin, vars hertigdöme låg intill Stibors, och därmed lägga grund för ett större hertigdöme som skulle bistå huset Habsburg i deras kamp not Hussiterna, Venedig och Osmanska riket. Planerna tillintetgjordes i samband med Stibor II:s tidiga död i en kampanj mot husiter. Enligt testamentet skulle Ostojas egendomar i Övre Ungern (dagens Slovakien) tillfalla övriga släkten i Övre Ungern i första hand, men då alla linjer utgick i brist på manliga arvingar, tillföll halva västra Slovakien av idag hertig Nicolaus Szarlejski de Stiboricz, som var son till Stibor de Stiboriczs bror. Testamentet ogiltigförklarades dock av Sigismund av Ungern och det ungerska rådet eftersom Szarlejski förde egen politik och gav stöd till husiterna. Hela norra försvarslinjen skulle således tillfalla ungerska rikets fiender. Efter Sigismunds död sökte Szarlejski återta klanens egendomar och ledde en armé in i Övre Ungern, men fick inget stöd av den polske kungen och på så sätt kunde ungerska och tyska styrkor stoppa Szarlejskis framfart. Szarlejski var den siste av klanens ledande linje som i Ungern kallades Stiborici. Med detta blev Ostoja-klanens ekonomiska makt och särställning i Övre Ungern bruten.
Ostoja-klanen har genom tiderna bidragit med många framstående militärer och vetenskapsmän. Idag är klanen representerad i över 20 olika länder och samlas kring klanens stiftelse med residens och säte i slottet Ostoya nära staden Rzeszów.

## Personer ur klanen

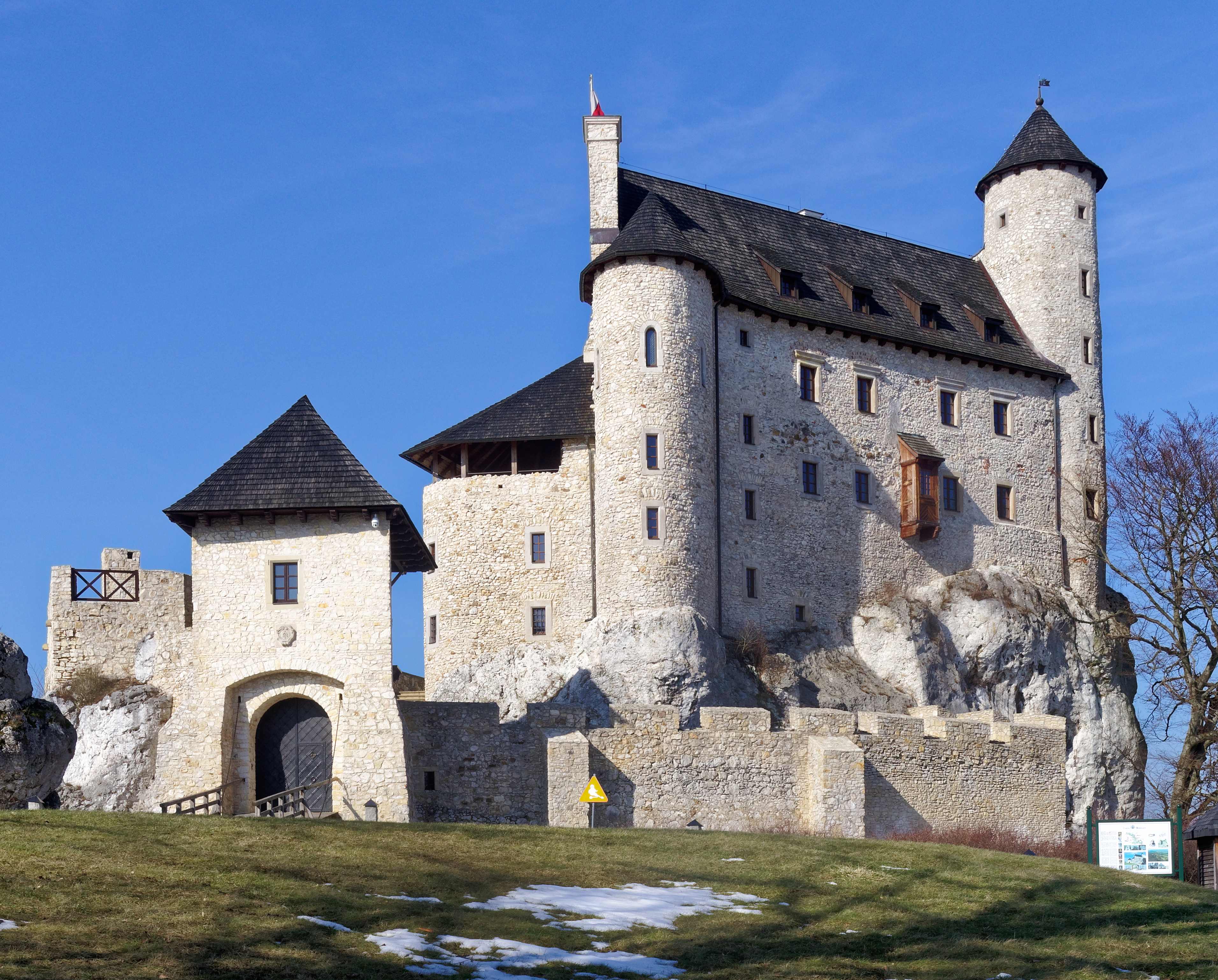
Bobolice tillhörande familjen Kreza av Ostoja.

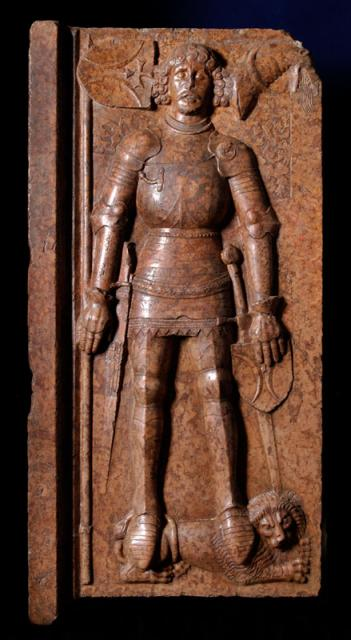
Stibor de Beckovs gravsten, Nationalmuseet i Budapest.

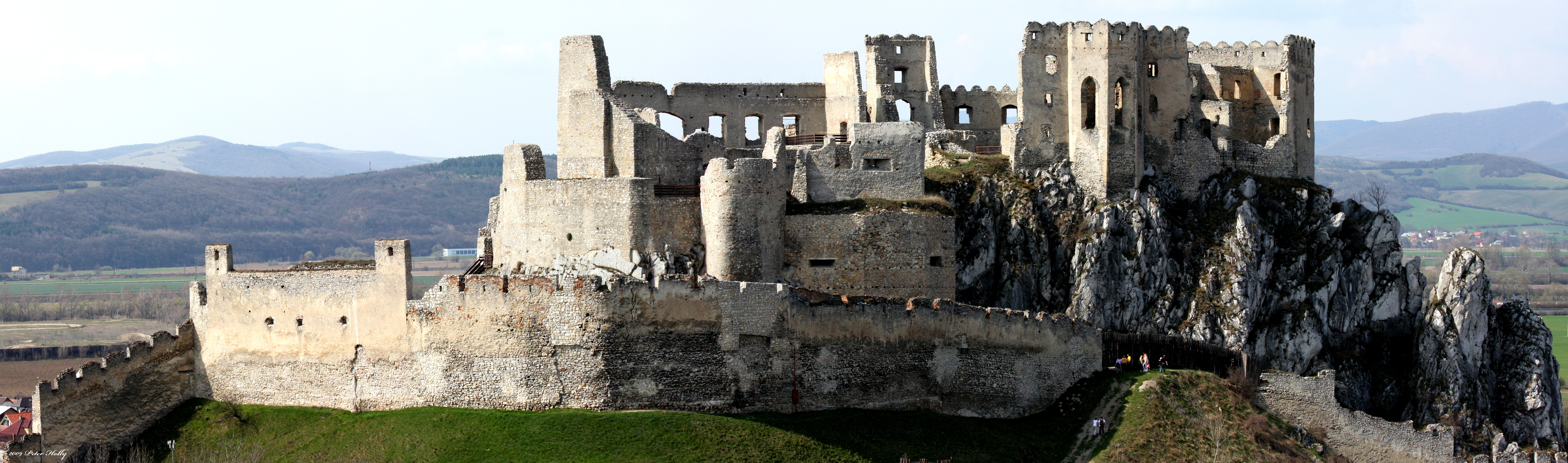
Slottet Beckov, Ostojaklanens huvudsäte.

- Halina de Krepy  (1270) – dotter till kastellan Piotr de Krepy, räddade Sandomierz under mongolisk räd mot Polen[22]
- Anna Stiboricz - dotter till Stibor de Stiboricz var mor till Nicholaus av Llok (1410-1477), kung av Bosnien
- Katarzyna Modliszewska (-1512) - verkade i Heliga Klara's Orden (Franciskanorden), Gniezno, godsägare (de Modliszewo minori)[23]
- Marianna Ścibor-Marchocka (1603–1652) – skrev kända dikter i prosa[24]
- Elisabeth Słuszka (1619–1671) – polsk-litauiska väldets rikaste och mest inflytelserika dam, indirekt anledning till det polsk-svenska kriget då Karl X Gustav regerade i Sverige och Johan II Kasimir Vasa i Polen[25]
- Krystyna Ścibor-Bogusławska (-1783) – kunglig ståthållare (polska Starosta) av Wągłczew[26]
- Scholastyka Katarzyna Ostaszewska (1805-1862) - organiserade motstånd mot Ryssland under Polens delningar. Verkade för större aktivitet hos kvinnor i det offentliga livet.[27]
- Karolina Wojnarowska (1814–1858) född Rylski – skrev böcker under pseudonymen Karol Nowowiejski[28]
- Aleksandra Domontowicz, prinsessa gift Kołłotaj (1872-1952) - världens näst första kvinnliga Minister, dotter till rysk general. Radikalfeminist
- Janina Karłowicz (1882-1937) - verkade för bildning av kvinnor och kvinnas roll i samhället[29]
- Karola Uniechowska(1904–1955) – volontär, läkare under andra världskriget, deltog i slaget om Monte Cassino[30]
- Zofia Uniechowska (1909–1993) – fick Virtuti Militari för konspiration mot nazisternas styre i Polen[31]
- Zofia Ścibor-Rylski – mästerspion under andra världskriget under pseudonymen Marie Springer, hennes arbete ledde till lokalisering av det tyska slagskeppet Tirpitz innan det sänktes av allierade styrkor.[32]
- Grazyna Chrostowska (1921-1942) - med sin syster Apolonia, löjtnant i Polska Armen under Andra Världskriget där de ansvarade för diversion, konspiration och underrättelse. Avrättades 1942 i koncentrationslägret Ravensbrück.[33][34]
- Izabela Zielińska född Ostaszewski (1910-2017) – musiker, dekorerad med medaljen Gloria Artis 2011[35]
- Maja Ostaszewska, född 1972 – känd polsk skådespelerska. Vann utmärkelse som bästa kvinnliga skådespelare år 1998 vid filmfestivalen i Gdynia[36]
- Antonina Ostoja-Kotkowska – Witold Gombrowiczs mor
- Zofia Danielewicz (1922-2013) - professor i stomatologi[37]
- Maria Szyszkowska, född 1920 - professor i filosofi, Senator[38]

### Medeltiden

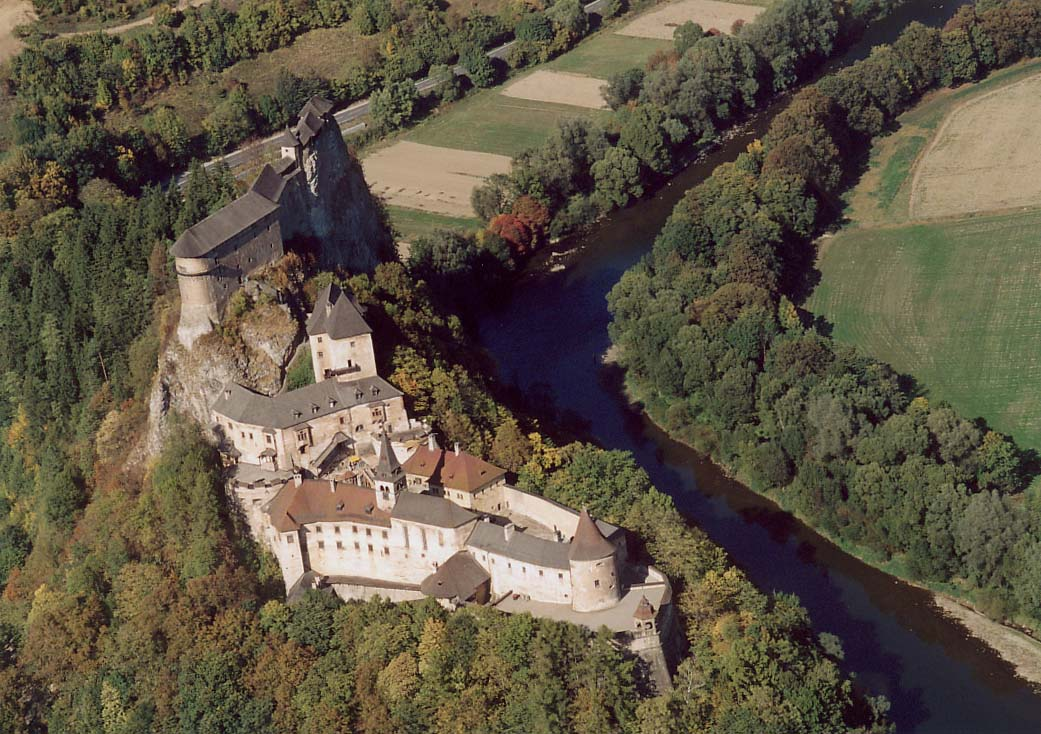
Orava, ett av klanens många slott.

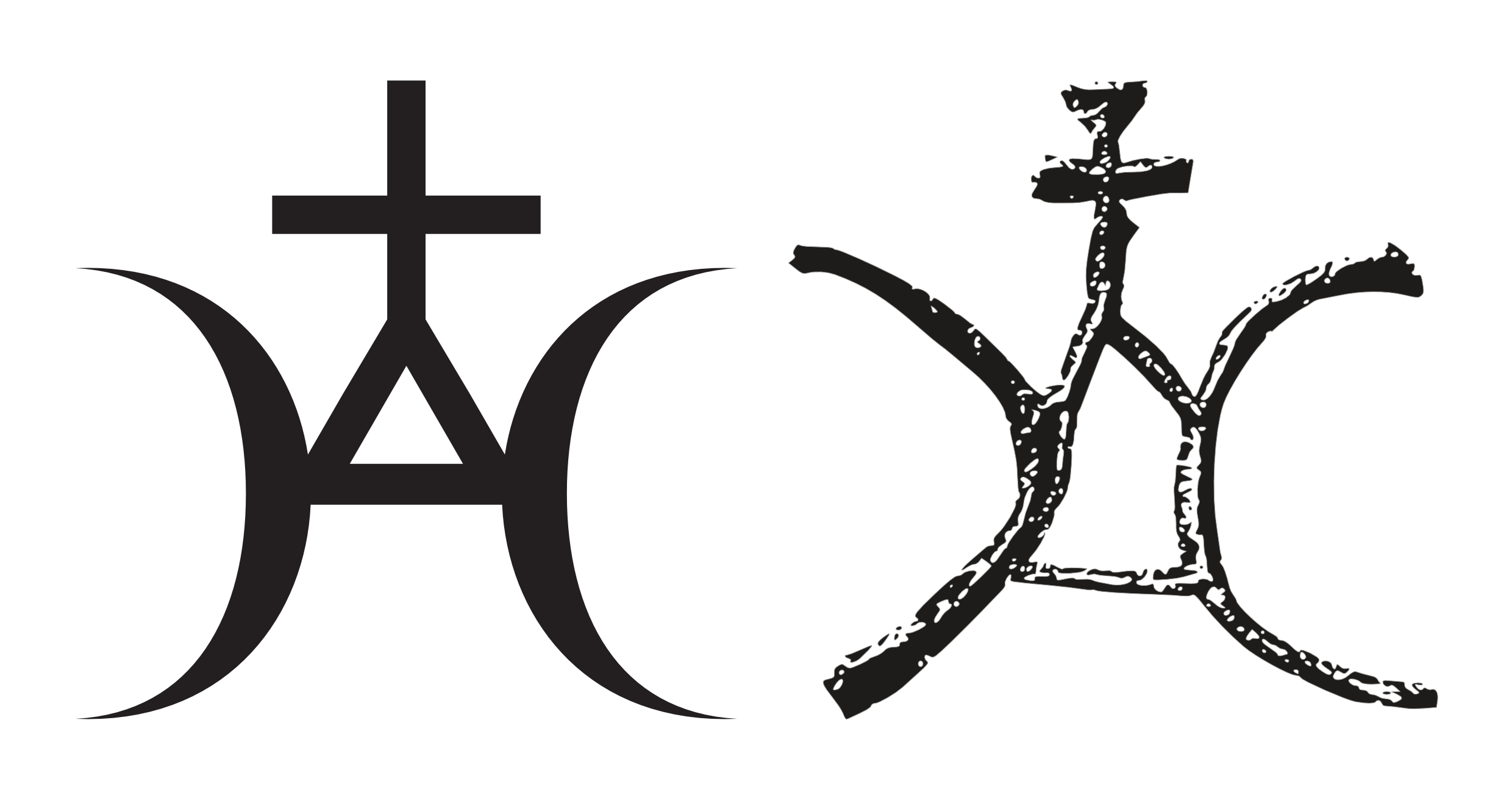
jämförelse mellan Ostoja och Prins Iziaslav's vapen på 1100-talet

- Stibor (Scibor) - comes de Jableczna 1099 samt samma år Stibor, comes de Poniec[39]
- Stibor (Cistibor) - gav en gåva (unum pallium) till Wawelkatedralen i Krakow år 1110[40].
- Nicolaus Ostoja – ägare av Sciborzyce (Stiboricz) i början av 1200-talet, byggde en kyrka i romansk stil på egendomen Wysocice där släktens märke är inristad innan år 1232 i kyrkans port. Märket är identiskt med det framtida riddarvapnet Ostoja och det tidigast kända sigillet från år 1358.[41][42]
- Strachota Mikołajewic de Stiboricz - chamberlain av Mazowsze 1261. Hörde till Boleslav V av Polen's hov[42]
- Piotr de Krepy – kastellan av Sandomierz 1270[43]
- Jędrzej av Ostoja – kastellan av Poznań 1343[44]
- Mościc de Stiboricz – hertig av Gniewkowo 1353[45]
- Jakusz de Blociszewo – hertig av Lviv 1370[46]
- Abel Biel de Bleszno – borggreve  av Wielun 1376, kunglig ståthållare av Inowrocław och Krzepice[47][48]
- Stibor de Radzimin – biskop av Plock 1390[49]
- Mikołaj Biel de Jerzykowo (-1390) - kastellan av Ostrów Wielkopolski 1378-1390[50][51]
- Bernard de Gronowice - Vladislav II av Polen's kansler 1393-1395, rektor vid Karlsuniversitetet i Prag 1407-1408[52]
- Mikołaj Bydgoski – kastellan av Bydgoszcz, ungersk baron 1405[53][54]
- Mikołaj Purcz de Stiboricz (-1411) - kastellan av Bydgoszcz 1378-1399. Son till Mościc de Stiboricz, hertig av Gniewkowo[55]
- Stibor de Stiboricz (1348–1414) – hertig av Transsylvanien, furste av Halicz, greve av Bratislava mfl., medlem i Drakens orden[1][56][57]
- Swietosław Iłowiecki (-1434) – kastellan av Karzec 1415[58]
- Andrzej Podczaszy Stiboricz – greve av Trenčín, ungersk baron[59]
- Stibor de minori Stiboric – ärkebiskop av Eger[60]
- Rokossius (Rokosz)Chełmski – biskop av Kamjanets-Podilskyj 1378–1398[44]
- Mikołaj de Blociszewo Błociszewski – kastellan av Sanok 1403, överståthållare av Poznan 1417[61]
- Stibor de Beckov (–1434) – medlem i Drakens orden, greve över Nitra, herre över Waag mfl.[62]
- Jan Chełmski de Chełm (-1434) - borggreve av Krakow[63]
- Vladimir Danielewicz - rysk bojar och prins av Pskov 1434-1435 samt 1436-1449. Bosatte sig i Litauen, gav ursprung till ätten Danielewicz och anslöt till Ostoja. Hans far Danil (-1409) var även han prins av Pskov 1406-1409[64][65]
- Iwaszko Danielewicz - viceregent [66]1477-1484 av det som tidigare utgjorde Furstendömet Polotsk.
- Piotr Chełmski – borggreve av Kraków 1418, kastellan av Połaniec 1434[67]
- Stanisław de Poddębice (-1436) - borggreve av Wawel, Krakows regent 1430 samt 1433-1436[68]
- Jan de Chełm Chełmski – kastellan av Połaniec 1451[69]
- Andrzej Brodnicki de Brodnice och Blociszewo (-1452) - borggreve av Kościan[70]
- Jan de Chełm och Przegorzały (-1459) - kastellan av Połaniec 1447-1459. Bror till Stibor de Chełm och Poniec[71]
- Jan de Koszyce Rokosz (-1464) - borggreve av Krakow 1445-1464[72]
- Stibor Chełmski de Poniec (–1471) – överståthållare av Storpolen 1460 och kunglig ståthållare av Malbork, diplomat[17]
- Jan de Janie (Joannes de Janie) – hertig av Pommern och Gdańsk 1454[73][74]
- Mikołaj Szarlejski de Stiboricz (1400–1457) – hertig av  Inowrocław, hertig av Kujavien och Brest, Bydgoszcz och Gniewkowo, överbefälhavare för den polska armén i Preussen, greve av Tuchola, Brodnica[75][76]
- Piotr de Lucjanowice (-1468) - magnus procurator av Krakow 1458-1468[77]
- Piotr de Chotkowo (Kotkowski) – biskop av Plock 1480-1497[78]
- Piotr Gniady de Zabierzowo - från 1477 till 1502 kunglig ståthållare av Golesz, borggreve av Krakow, kastellan av Czechow, Hovsmarshalk [79]
- Mikołaj de Blociszewo Błociszewski (-1499) - kastellan av Kościan 1474-1478[80]
- Marcorius de Magni Solec (Solecki) – biskop av Sardyensk 1499[81]

### 1500-talet

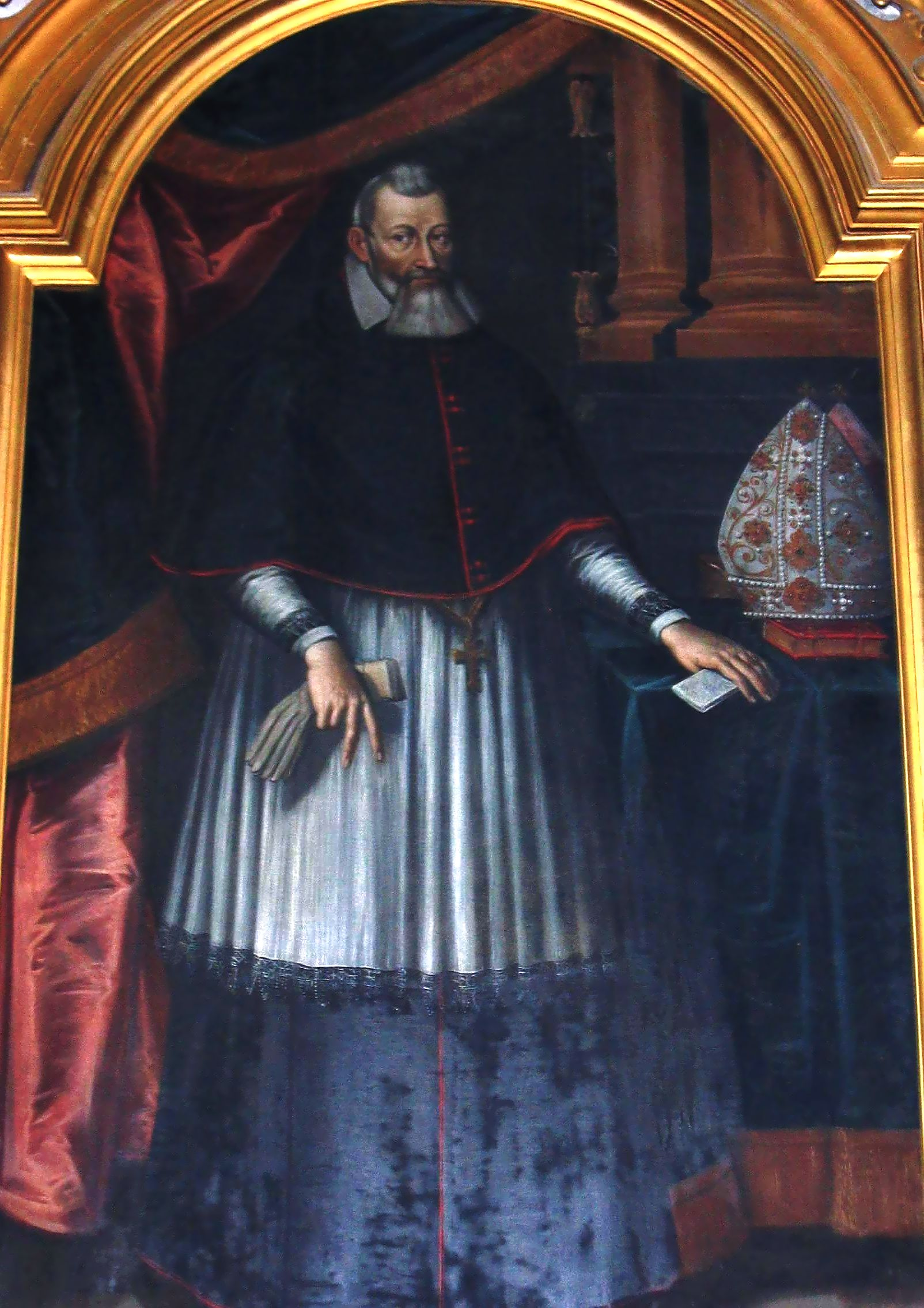
Prins Marcin Szyszkowski

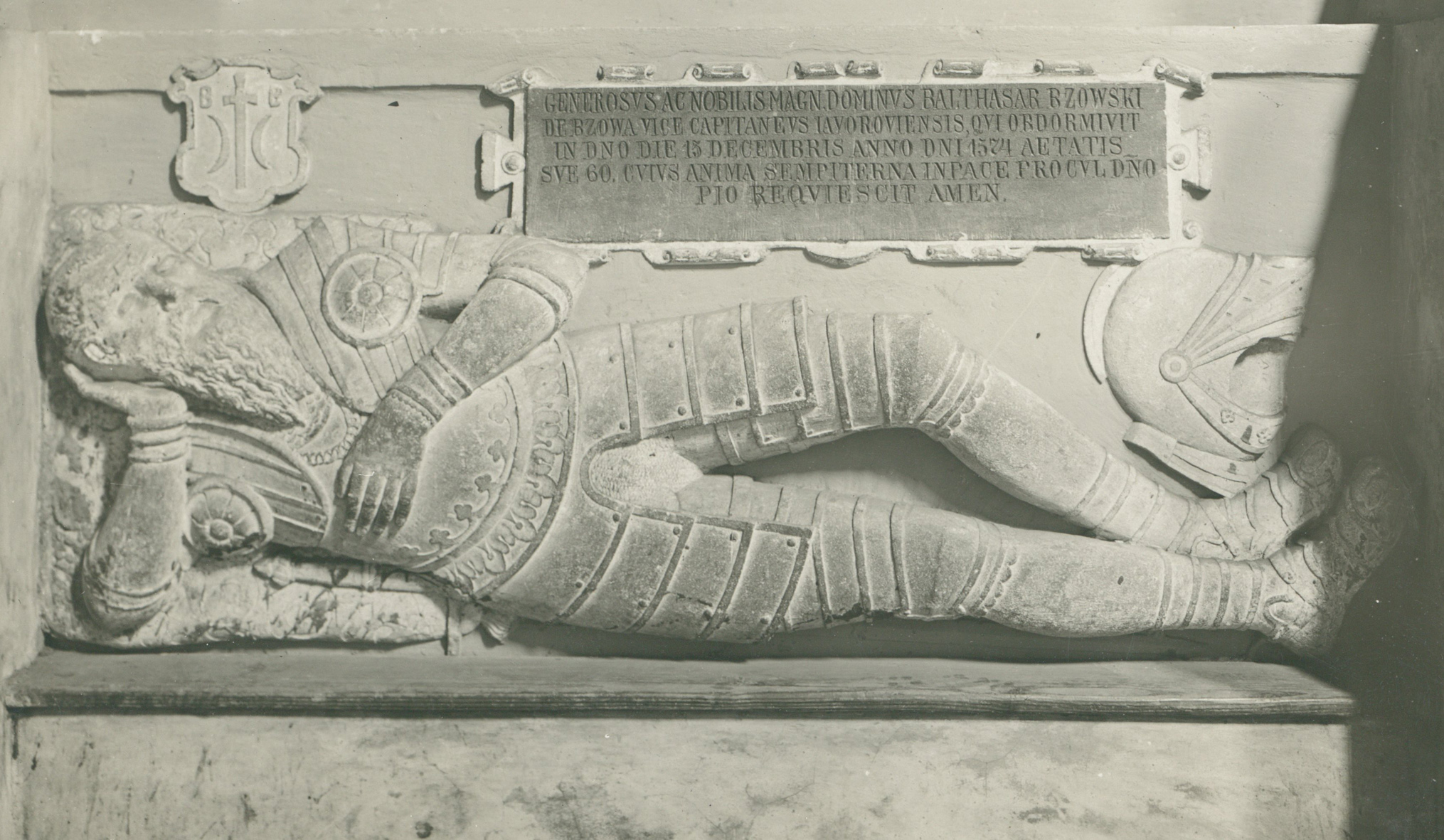
Gravmonument föreställande Baltazar Bzowski av Ostoja (1514-1574), Basilika i Lviv

- Aleksander Irzykowski (-1516) - borggreve av Konin och Łowicz[82]
- Maciej Głogiński (-1517) - borggreve av Kalisz[83]
- Jan Gniady de Zabierzowo (-1525) - borgreve av Krakow [84]
- Stanisław Zaborowski (-1529) - jurist, grammatiker och författare till den första tryckta latinska avhandlingen om polsk ortografi, Regni Poloniae Thesauri notarius[85]
- Wojciech Jerzykowski de Baranowo (-1560) - possessionat, gav upphov till en gren av Ostoja som heter Baranowski[86]
- Maciej Kawęczyński (–1572) – reformmakare i Litauen[87]
- Michał Maleczkowski – magnus procurator av Lillpolen 1576–1577[88]
- Andrzej Blinowski (-1581) - biskop av Kujavien-Pommern[89]
- Kacper Karliński (–1590) – kunglig ståthållare av Olsztyn 1563–1587, berömd för försvaret av staden 1587[90]
- Erazm Gajewski (-1593) - borggreve av Kościan[91][92]
- Jan Gajewski de Blociszewo (-1595) - marskalk av krönings Sejmen 1588, domare av Poznan 1582-1595, medlem av Böhmiska bröderna[93]
- Mikołaj Politalski (-1596) - borggreve av Sieradz[94]
- Dobrogost Baranowski (-1597) - borggreve av Konin[95][96]
- Gabriel Słoński (1520–1598) – arkitekt, borggreve av Kraków[97]
- Stanislaw Czechowicz (-1605) - marskalk 1588[98]

### 1600-talet

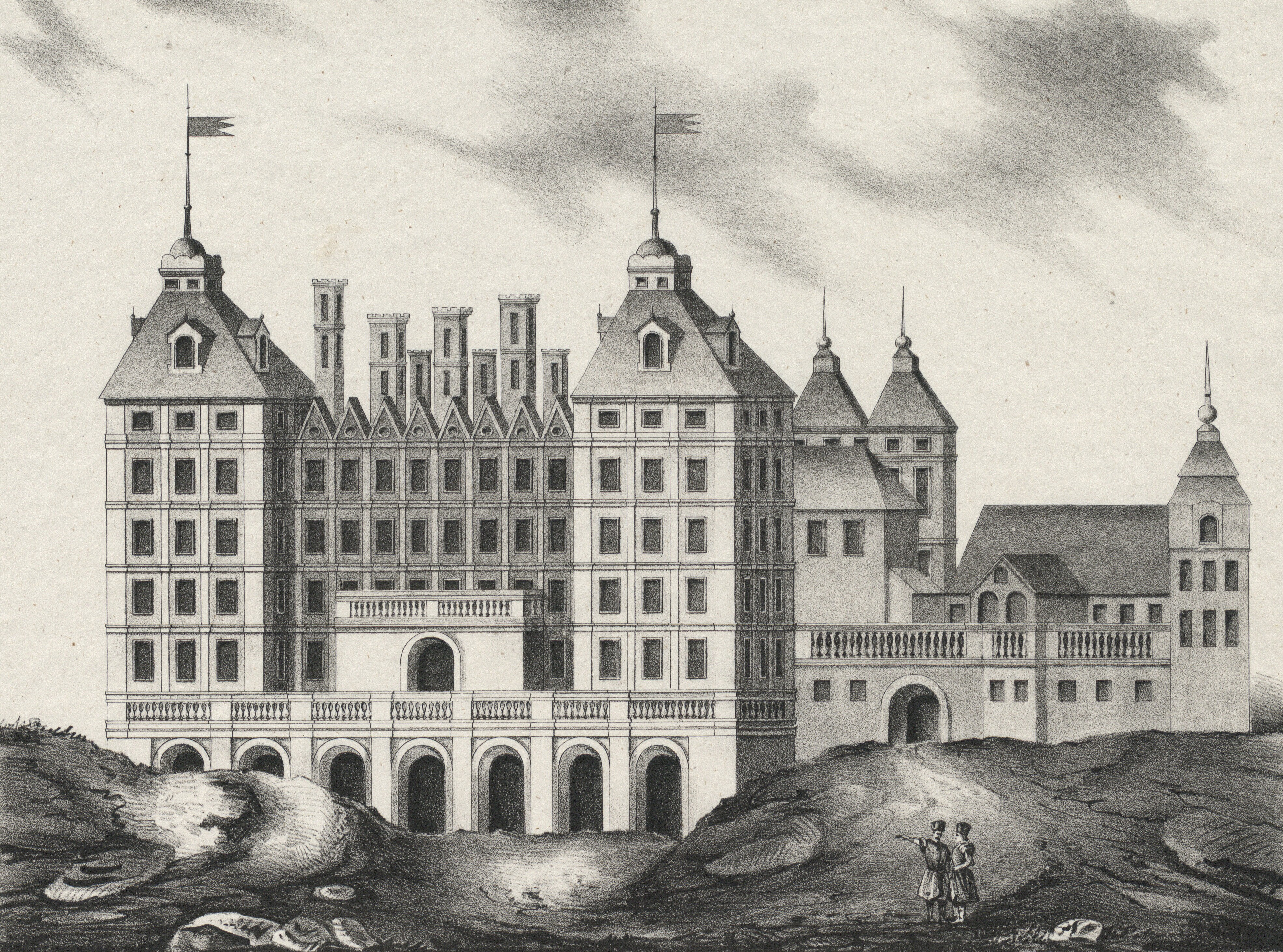
Slott i Warszawa tillhörande Elisabeth Sluszka.

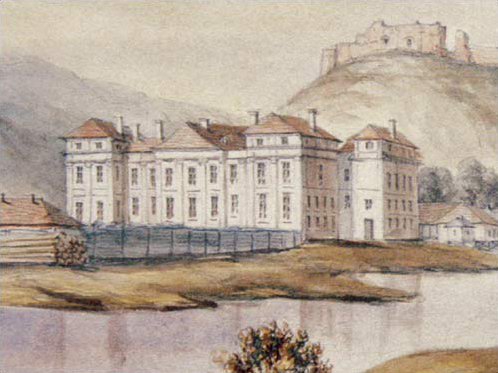
Sluszkaslottet i Vilnius.

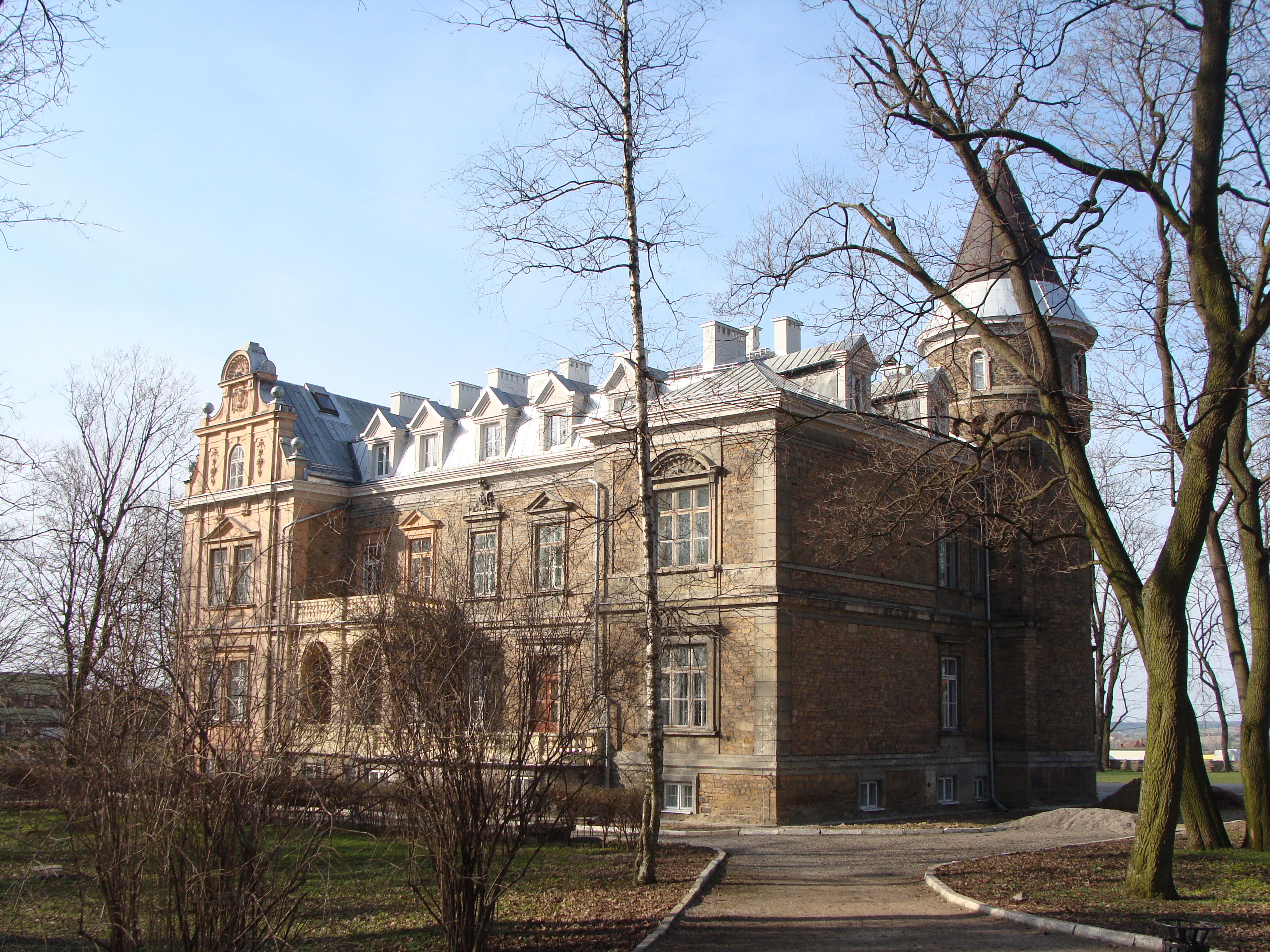
Dobiecki av Ostoja's residens

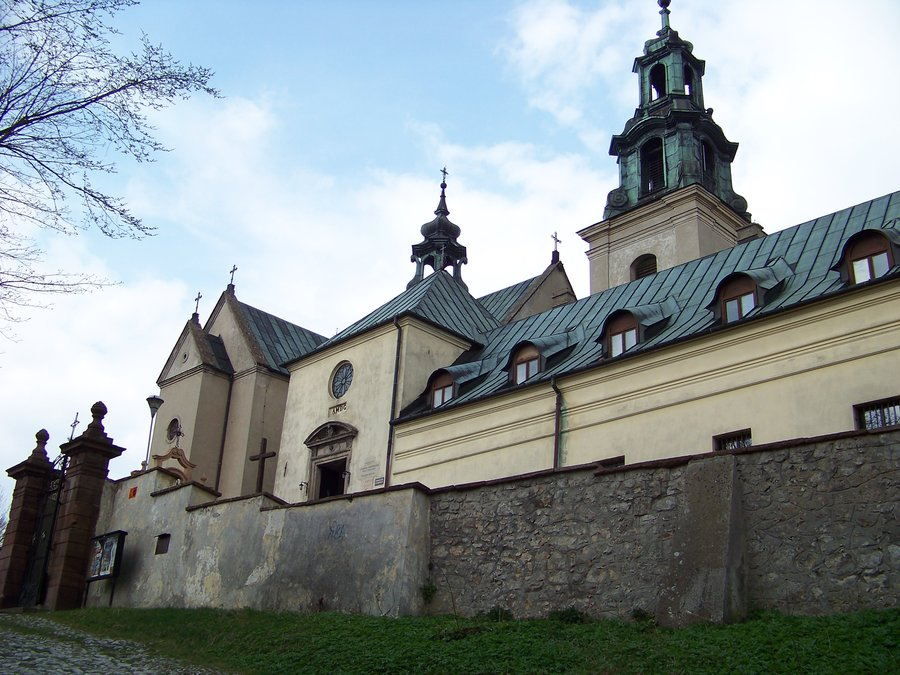
Kyrka som prins Marcin Szyszkowski av Ostoja grundade

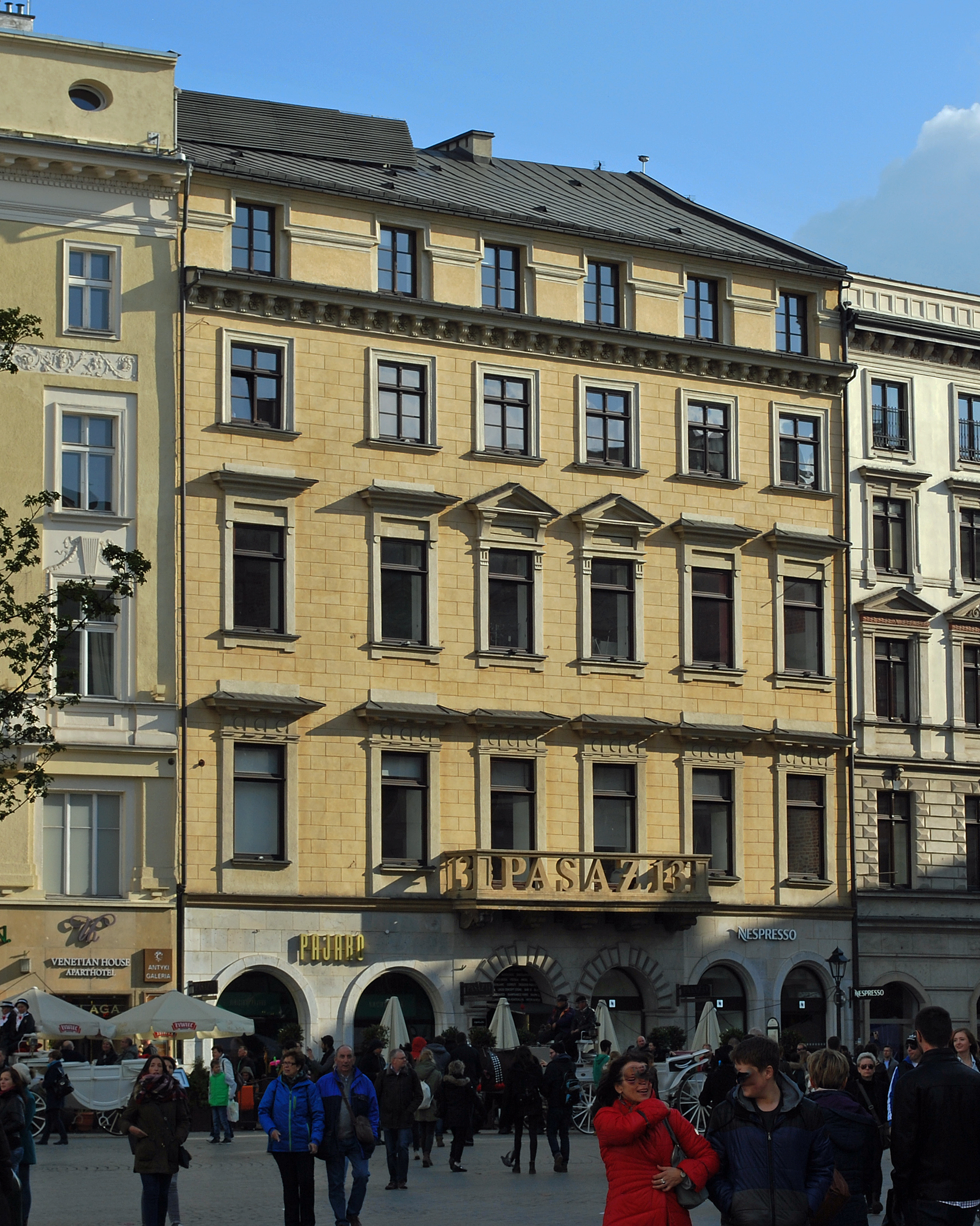
Ochocki fastighet, stortorget i Krakow

- Krzysztof Słuszka – (–1619) vojevod av Livland, tillbringade 12 år vid kejsar Rudolf II Habsburgs hov[99]
- Stefan Politalski (-1623) - borggreve av Sieradz[100]
- Salomon Rysiński (1565–1625) – berömd polsk författare[101]
- Franciszek Zajerski (1561-1631) - biskop av Lutsk 1622[102]
- Paweł Marchocki (-1631) - hovstallmästare 1629-1631, kunglig ståthållare i Czchow 1600-1629[103]
- Aleksander Kaweczyński (-1633) - marskalk vid Högsta domstolen för Storfurstendömet Litauen 1627-1633[104]
- Michał Sędziwój (Michał Sędzimir, Michael Sendivogius) (1566–1636) - berömd europeisk alkemist och filosof, var den förste att beskriva syre[105][106][107]
- Marcin Szyszkowski (1554–1630) – biskop av Kraków, prins av Siewierz[108]
- Jerzy Szyszkowski (-1634) - kastellan av Biechów 1628-1633[109]
- Andrzej Szyszkowski (-1636) - kanik av Płock, Pułtusk, Kielce, Zawichojsk, Krakow och Sandomierz. Kunglig sekreterare (secretarius regius). Kansler till drottning Anna Wasa[109]
- Abraham Bzowski, egentligen Stanisław Bzowski (1567-1637) - dominikan, representant för motreformationen, kyrkohistoriker, helgonbiograf och predikant. Studerad vid universitet i Milano och Bologna. Sedan 1610 i Vatikanstaten där han fortsatte med Cesare Baronius verk Annales ecclesiasticia a Christo nato ad annum 1198 och dokumenterade på Påvens (Paulus V) uppdrag vidare Kyrkans historia från 1198 till 1534[110]
- Wojciech Gajewski – kastellan av Rogozin 1631–1641[111]
- Piotr Szyszkowski – kastellan av Wojno 1643[112]
- Mikołaj Szyszkowski – (1590–1643) – biskop och prins av Ermland 1633[113]
- Krzysztof Boguszewski – (–1635) – känd polsk konstnär som verkade i Storpolen[114]
- Aleksander Słuszka - (1580–1647) – kastellan av Samogitien, vojevod av Minsk (–1638), Novgorod (–1642) och Trakai (–1647)[115]
- Adam Owsiany - (-1649) - marskalk vid Högsta domstolen i Litauen 1641[116]
- Jerzy Danielewicz - (1595-1652) - professor i moral teologi vid Vilnius universitet år 1634. Prominent person vid riksfurste Radziwiłł's hov.[117]
- Pawel Danielewicz, domare av Vilnius 1648, marskalk vid Högsta domstolen i Litauen, kunglig ståthållare av Intursk[118]
- Łukasz Gajewski – kastellan av Santok 1661[119]
- Bazyli Brodowicz - kastellan av Poloniec 1657–1664[120]
- Jan Stachurski – generalmajor 1664[121]
- Kazimierz Siemienowicz (1600–1651) – artillerigeneral, ingenjör. Känd för sitt verk Artis Magnae Artilleriae som under 200 år var främsta handbok och manual i Europa i ämnet artilleri.[122][123]
- Gabriel Ochocki (1601-1673) - borggreve av Kraków, filosofie doktor, professor vid Jagellonska universitetet[124]
- Gabriel Ochocki (-1682) - borggreve av Kraków, medicine doktor vid Universitetet i Padua, professor vid Jagellonska universitetet[125]
- Michał Scibor-Rylski – kastellan av Gostynin 1685[126]
- Bogusław Aleksander Unichowski (–1700) – vojevod av Troki 1696[127]
- Mikołaj Scibor Marchocki – kastellan av Malogoski (Żarnòw) 1697[128]
- Josef Bogusław Sluszka (1652–1701) – Hetman, kastellan av Troki och Vilnius[129]
- Stefan Jerzykowski (-1702) - borggreve av Poznań[130]
- Jan Franciszek Jerzykowski (-1702) - regent av Poznań[131]
- Andrzej Nagorski (1643-1710) - professor i retorik och teologi.[132]

### 1700-talet

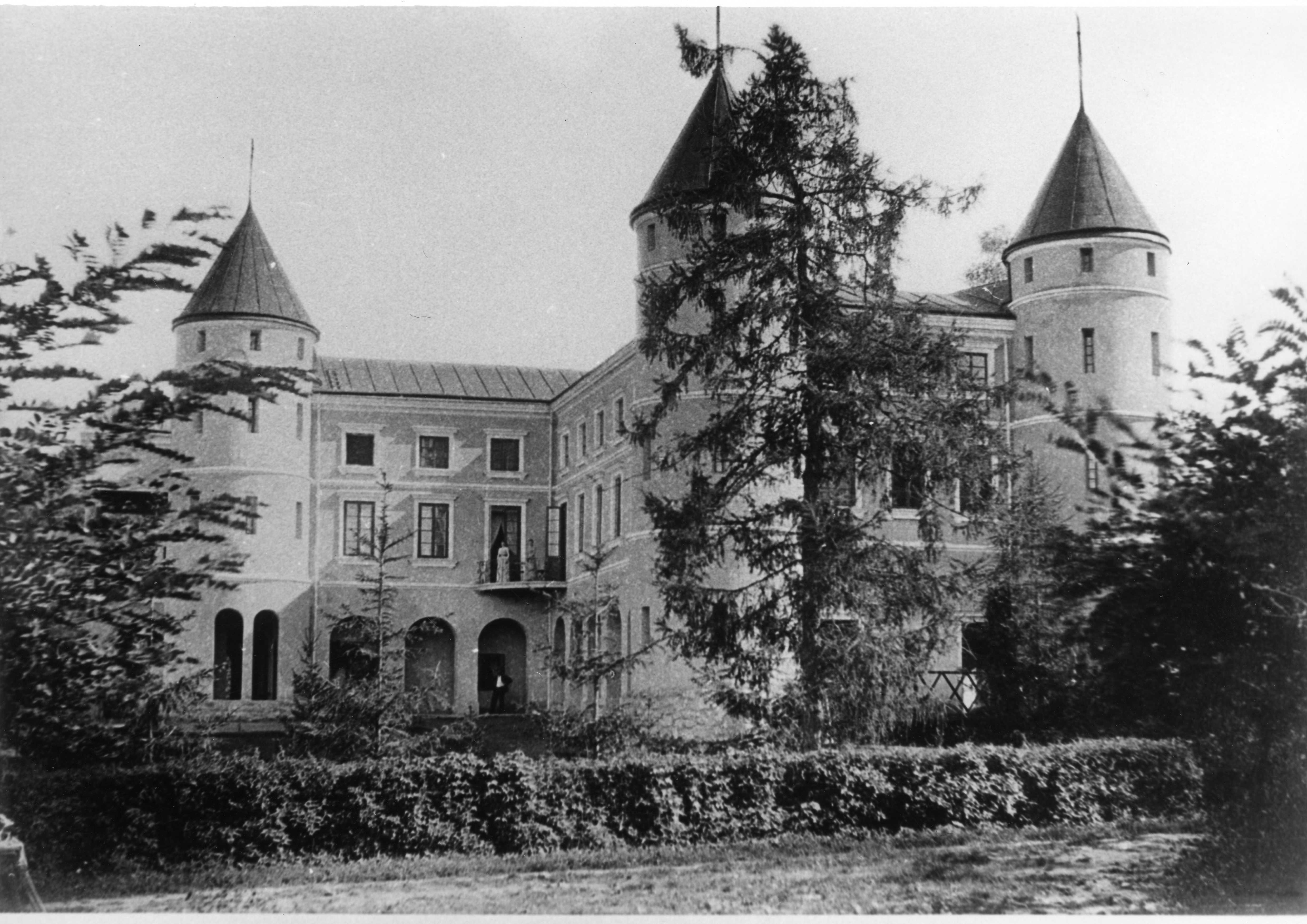
Ostaszewskislottet i Wzdow, i familjens ägo till början av andra världskriget.

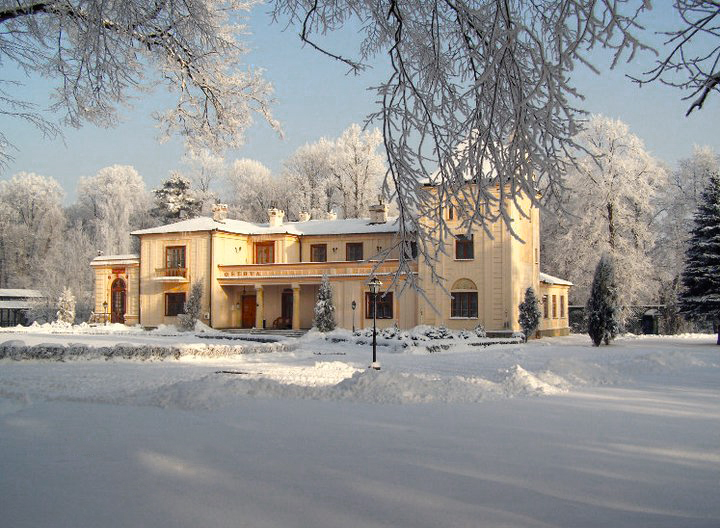
Herrgård och säte tillhörande familjen Rylski av Ostoja

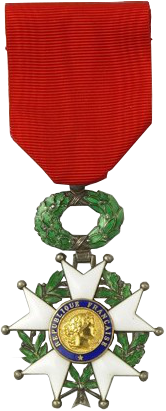
Hederslegionens kors, officersgraden

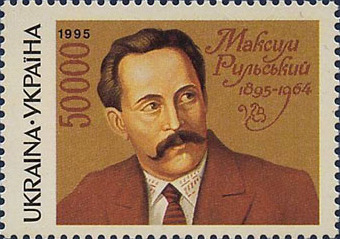
Maksym Rylski, frimärke i Ukraina

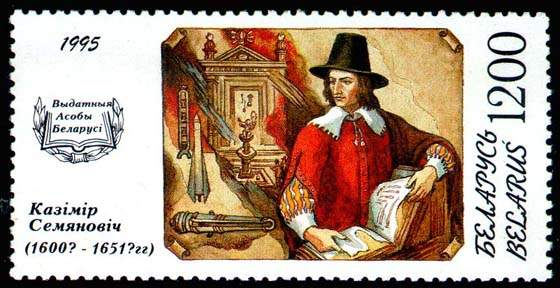
Kazimierz Siemienowicz, frimärke i Vitryssland

- Dominik Michał Słuszka (1655–1713) – vojevod av Polotsk[133]
- Karol Ścibor Marchocki (-1720) - marskalk av Sandomierz länet[134]
- Aleksander Jozef Unichowski (–1725) – kastellan av Samogitien[135]
- Aleksander Scibor Marchocki (–1737) – kastellan av Malogoski[136]
- Antoni Świrczyński (Świerczyński) (1670-1727) - präst, jesuit, professor i etik och matematik vid Lublin universitet, filosofi i Poznań, teologi i Kraków[137]
- Franciszek Gajewski (1675–1753) – kastellan av Konarsk-Kujawy[138]
- Onufry (egentligen Aleksander Kazimierz) Danielewicz (1695-1753) - professor i filosofi och teologi, Trinitarier[139]
- Florian Hrebnicki (1684–1762) – ärkebiskop av Polotsk[140]
- Antoni Gajewski (–1775) – kastellan av Naklo, ståthållare av  Łęczyca och av Kościany[138]
- Rafał Tadeusz Gajewski (1714–1776) – kastellan av Rogozin[138]
- Wincenty Danilewicz vel Danielewicz (fd. 1787 i Minsk - officer i Napoleons arme, tilldelades Franska Hederslegionens kors[141]
- Józef Siemoński – general, ledare över Kościuszkos styrkor i Sandomierz[142]
- Karol Podgorski (–1781) – generalmajor i preussisk armé[143]
- Jan Feliks Hrebnicki (1750-1787) - general (Litauen)[144]
- Wojciech Marchocki (–1788) – kastellan av Sanok[145]
- Józef Andrzej Mikorski – kastellan av Rawy från 1791[146]
- Franciszek Ksawery Ścibor-Bogusławski (1713–1796) – Ryttmästare av Bar-konfederationen[147]

### 1800-talet
- Tadeusz Błociszewski (–1803) – generalmajor[148]
- Michał Ostaszewski (1720–1816) – organiserade Bar-konfederationen i Nedre Karpaterna, Polen[149]
- Tomasz Ostaszewski(1746–1817) – biskop av  Plock[150]
- Józef Doktorowicz-Hrebnicki (-1820) - marskalk av Polotsk[151]
- Antoni Baranowski (1760–1821) – generalmajor[152]
- Stanisław Doktorowicz-Hrebnicki (-1824) - marskalk av Vitebsk[153]
- Ignacy Ścibor Marchocki (1755–1827) – Utropade Minkowcestaten på rysk mark som blev förebild på den polska landsbygden[154][155]
- Jan Czeczot (1796–1847) – känd litauisk poet och etnograf[156]
- Jakub Ulejski (1782-1853) - ledare och överbefälhavare för den polska armen i Wielkopolska, Bar-konfederationen[157]
- Andrzej Miklaszewski – rysk general 1863[158]
- Spirydion Ostaszewski (1797–1875) – skrev ner och gav ut "polska legender"[159]
- Mikołaj Hrebnicki (1791–1866) - marskalk av Witebsk[160]
- Justyn Hrebnicki (1793–1868) - marskalk av Lepelsk[161]
- Stanisław Błociszewski (1804–1888) – en av ledarna i upproret mot Ryssland, erhöll Virtuti Militari[162]
- Paweł Antoni Tomasz Ścibor-Rylski (1804-1871) - professor, Jordbrukshögskolan[163]
- Teofil Wojciech Ostaszewski (1807–1889) – initierade lagar och förordningar att omfatta även bönder, guvernör i grevskapet Brzostowo[164]
- Jan Chryzostom Janiszewski (1818-1891) - biskop i Poznan[165]
- Łukasz Solecki (1827–1900) – biskop av Przemyśl, professor vid universitetet i Lviv[166]
- Kornel Ścibor-Rylski (1835-1891) generalmajor i Österrike-Ungern[167]
- Jan Aleksander Karłowicz (1836–1903) – känd etnograf och språkvetare, avhandlade ämnet folkloristik. Hedersmedlem i Polska museet i Rapperswil[168]
- Mieczysław Karłowicz (1876–1909) – tonsättare och dirigent
- Zygmunt Czechowicz (1831–1907) – initierade generalstrejk och landsomfattande uppror i Vitryssland[169]
- Hipotit Brodowicz – generalmajor[170]

### 1900 och 2000-talet

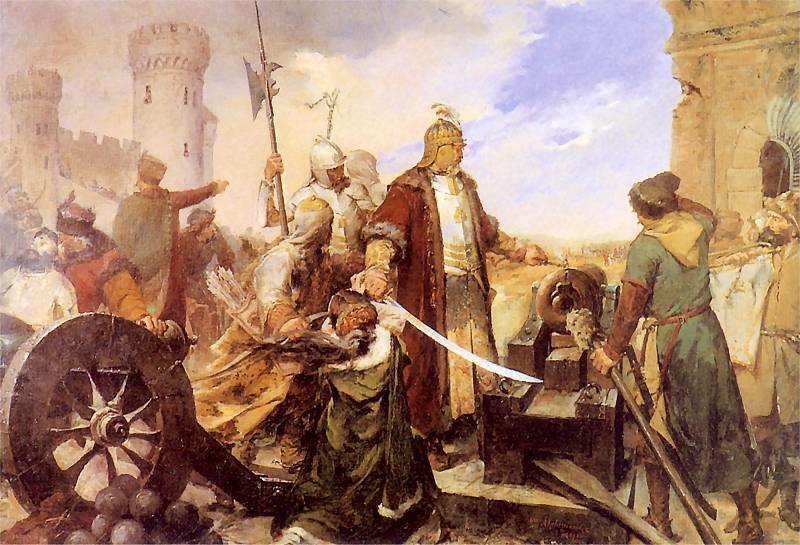
Karlinski's försvar av Olsztyn 1587

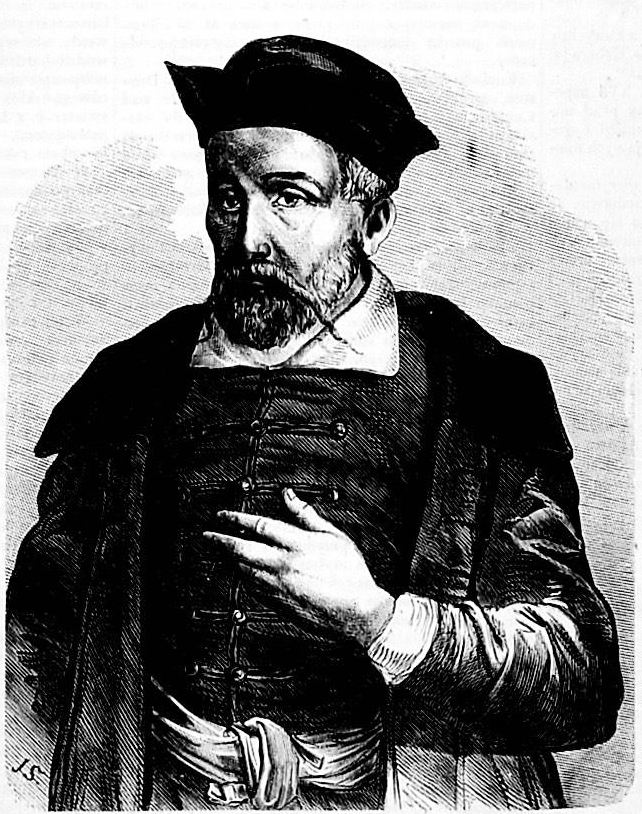
Michał Sędziwój, alkemist

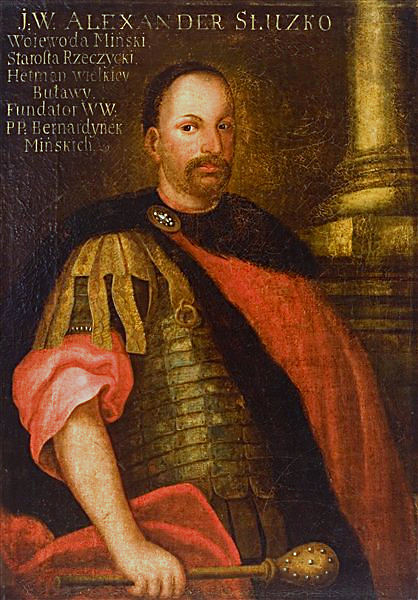
Aleksander Sluszka, Voivode och Hetman

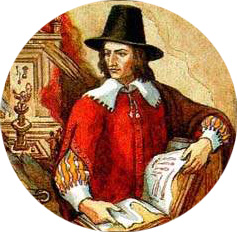
Artillerigeneral Kazimierz Siemienowicz

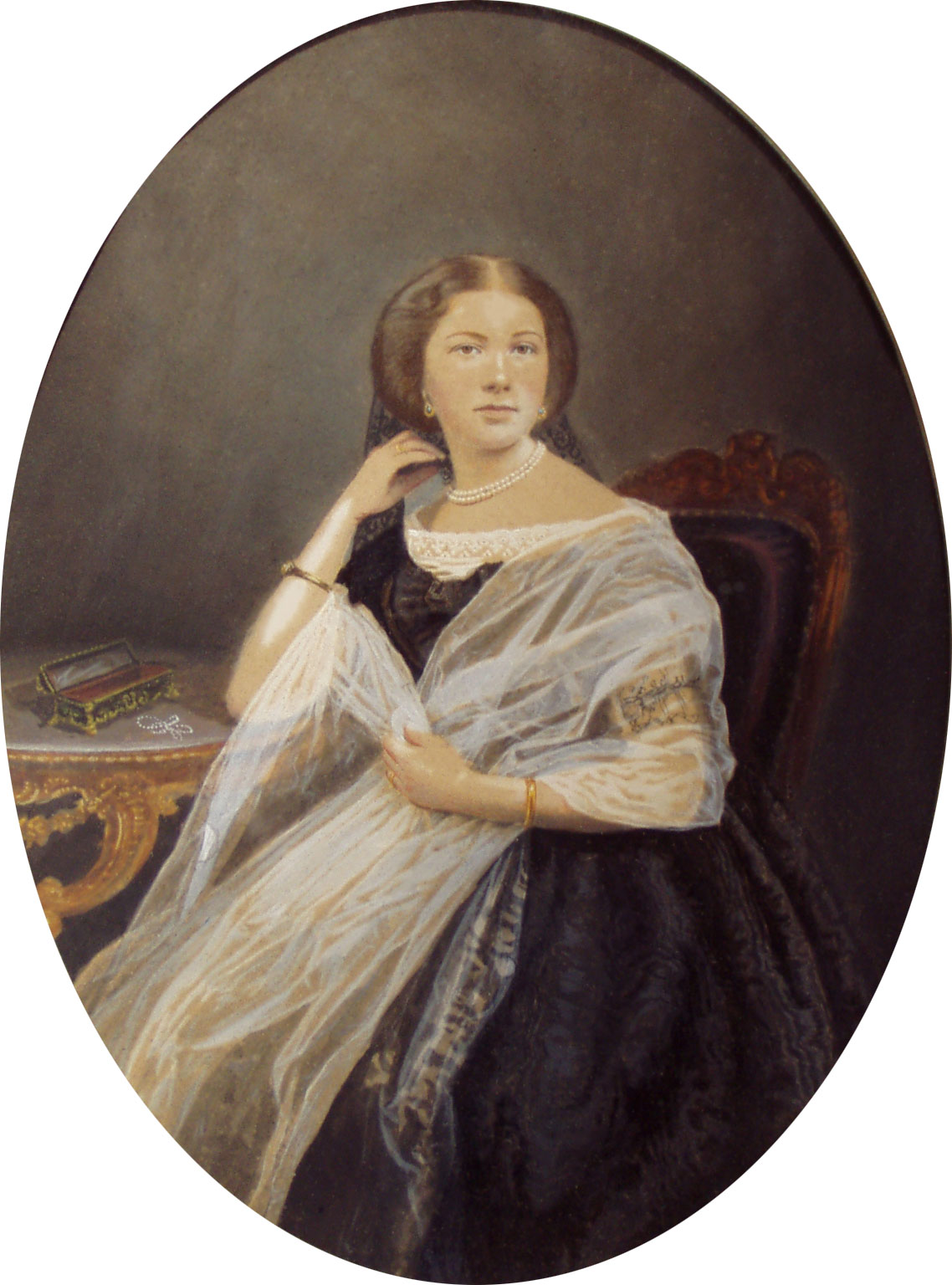
Grevinna Emma Ostaszewska

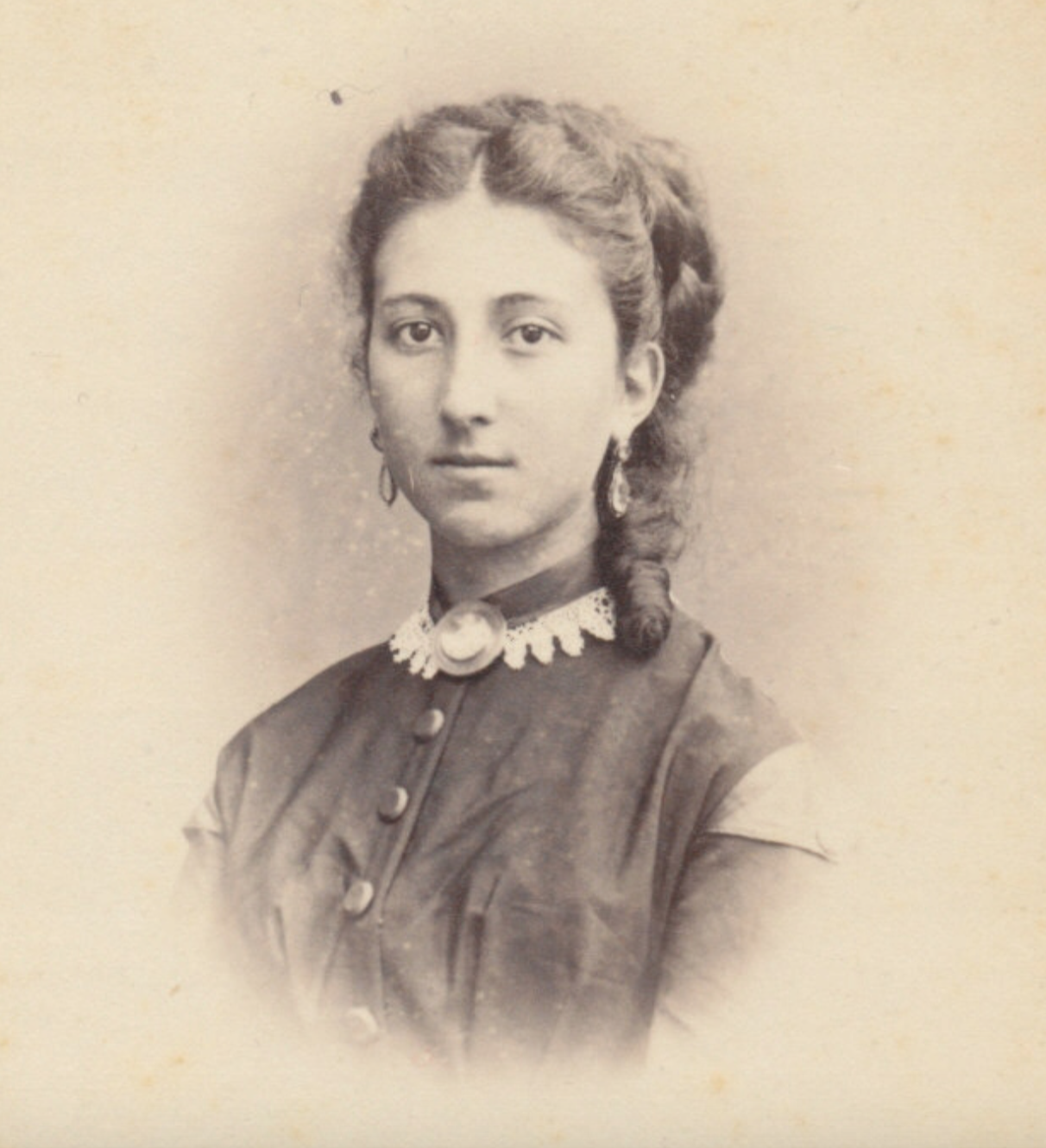
Grevinna Maria Ostaszewska

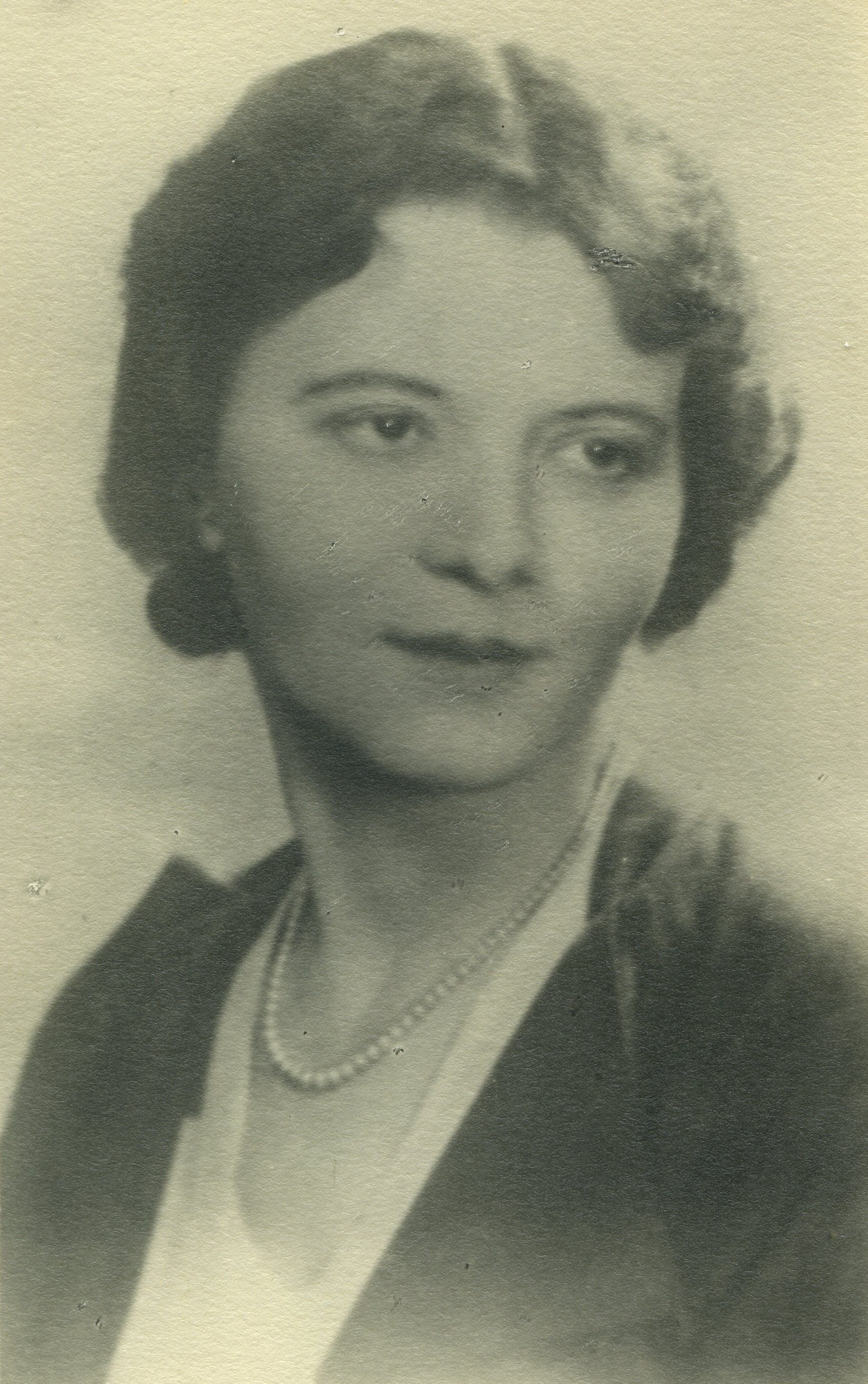
Grevinna Zofia Ostaszewska

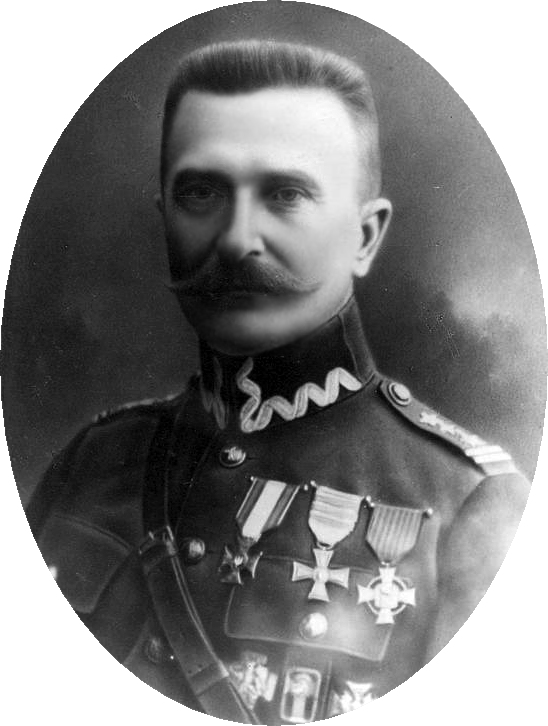
General Bohatyrewicz av Ostoja

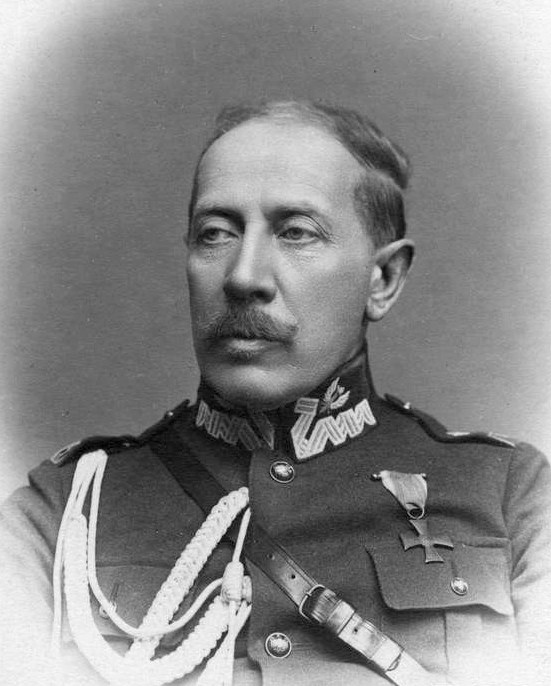
General Stefan Mokrzecki

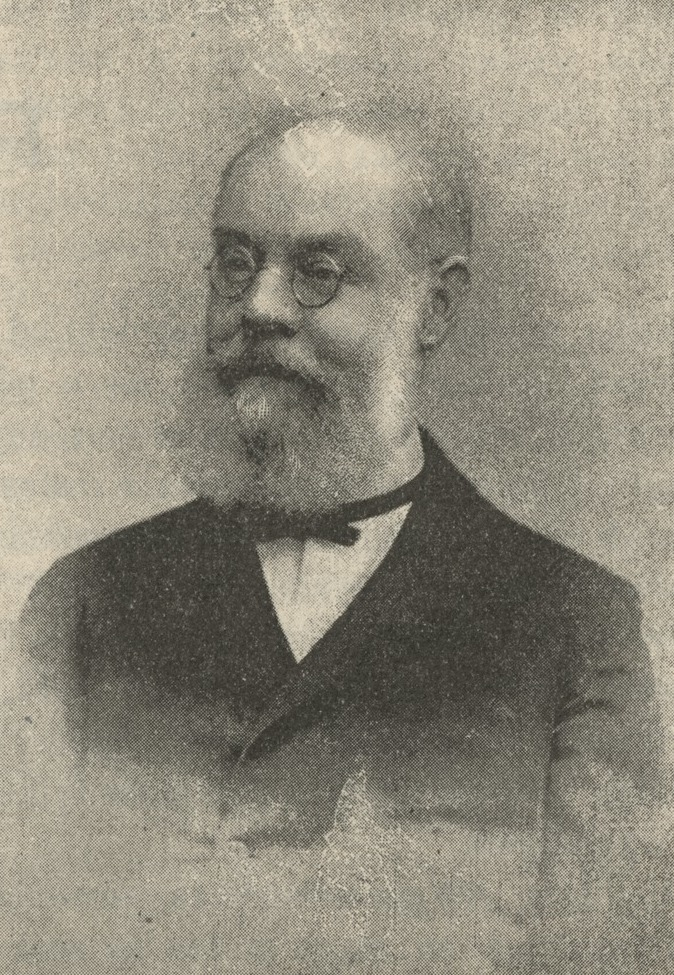
prof. Walenty Miklaszewski

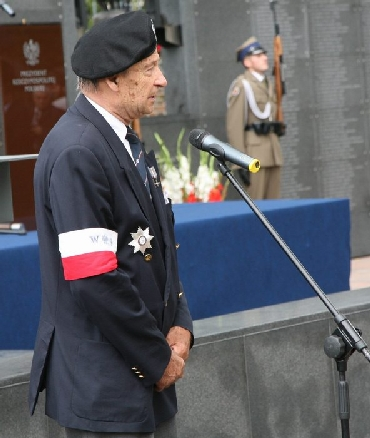
General Rylski av Ostoja

- Stanisław Ostaszewski (1862–1915) – uppfinnare[171]
- Adam Mokrzecki (1856–1921) – generalmajor i preussiska armén, general i den polska[172]
- Antoni Longin Baranowski (1854-1922 - generalmajor i Ryska Armen och general i Polska armen[173]
- Rudolf Starzewski – legendarisk utgivare av skriften "Czas", omskriven i Wyspiańskis "Bröllopet"[174]
- Stefan Mokrzecki (1862–1932) – generalmajor i den polska armen[175]
- Witold Ścibor-Rylski (1871–1926) – general[176]
- Władysław Chotkowski (1843–1926) – professor och chef för Jagellonska universitetet[177]
- Włodzimierz Zagórski (1882–1927) – general, polska flygvapnet[178]
- Adam Ostaszewski (1860–1934) – känd uppfinnare, lingvist[179]
- Adam Ostaszewski (1866–1934) – president av Plock[180]
- Bronisław Bohatyrewicz (1870–1940) – general, dog i Katyn[181]
- Kazimierz Suchcicki (1882-1940) - general, dog i Katyn[182]
- Adam Hrebnicki-Doktorowicz (1857–1941) – professor och forskare (utveckling av jordbruk)[183]
- Casimir Ostoja-Zagorski (1883–1944) – pionjär, känd fotograf[184]
- J. D. Staszewski (1884-1938) - professor i historia, universitet i Kiev och Moskva[185]
- Rudolf Świerczyński (1887-1943) - polsk arkitekt, vinnare av Grand Prix i Världsutställningen i Paris 1937[186]
- Zygmunt Janiszewski (1888-1920) - professor i matematik vid Universitetet i WarszawaMaciej Iłowiecki: Dzieje nauki polskiej. Warszawa: Wydawnictwo „Interpress”, 1981, s. 251–256. ISBN 83-223-1876-6.
- Józef Świerczyński (1893-1940) - general, dog i Katyn[187]
- Stanisław Ostoja-Chrostowski (1897-1947) - professor och Rektor vid Konstakademin i Warszawa (Akademia Sztuk Pięknych w Warszawie)[188]
- Jan Świerczyński (1897-1969) - general, var med i första världskriget, krig mot Sovjet 1919-1921 och i andra världskriget. Var med i Slaget om Monte Cassino, ett av de blodigaste slag under andra världskriget[189]
- Zygmund Ignacy Rylski (1898-1945) – i Polen legendariske Major Hańcza[190][191]
- Maciej Starzewski (1891-1944) - professor i juridik vid Jagellonska universitetet i Krakow[192]
- Wacław Krzywiec (1908–1956) – legendarisk kommendörkapten av örlogsfartyget ORP Błyskawica[193]
- Maksym (Max) Rylski (1895–1969) – känd poet i Ukraina, en park och ett institut är uppkallat efter honom i Kiev. Folk har rest 3 statyer till hans minne i Kiev[194]
- Stanisław Doktorowicz-Hrebnicki (1888–1974) – professor i geologi[195]
- Wojciech Ludwik Józef Starzewski (1902-1962) - läkare och professor vid Medical University of Silesia in Katowice
- Antoni Uniechowski (1903–1976) – känd polsk tecknare[196]
- Bronisław Hełczyński (1890–1978), professor vid Oxfords Universitet. Utrikesminister, Polska exilregeringen i London[197]
- Aleksander Ścibor-Rylski (1928–1983) – poet, skribent och filmdirektör. Skrev manus till Andrzej Wajda's Marmormannen[198]
- Tadeusz Sędzimir (1894–1989) – världskänd uppfinnare
- Joseph Stanislaus Ostoja-Kotkowski (1922–1994) – världskänd artist (laserteknik), medlem av Royal Society of Art i London. Han var besläktad med Witold Gombrowicz[199]
- Andrzej Tadeusz Solecki (1923-1994) - professor vid Jordbruksakademin i Krakow[200]
- Tadeusz Ostaszewski (1918–2003) – professor i konst vid Jagellonska universitetet i Krakow[201]
- Adam Kozłowiecki (1911–2007) – ärkebiskop av Lusaka i Zambia[202]
- Andrzej Zagórski (1926–2007) – skrev 250 böcker om motståndsrörelsen under andra världskriget, officer[203]
- Andrzej Ostoja-Owsiany (1931–2008) – polsk senator[204]
- Romuald Ireneus Ścibor Marchocki (1926-2010) - matematiker, dubbad av Englands Drottning[205]
- Jerzy Józef Trzcieniecki (1920-2014) - advokat, domare och ekonomi professor vid Universitetet i Katowice[206]
- Jerzy Ostoja-Kozniewski (1936-2014) - finansminister i den Polska exilregeringen i London[207]
- Benedykt Danilewicz vel Danielewicz (1930-2015) - professor i Neurokirurgi vid Collegium Medicum, Jagellonska universitetet i Krakow[208]
- Julian Henryk Raczko (född 1936) - professor i bildkonst, nominerad av Polens president 1999[209]
- Zbigniew Ścibor Rylski (1917-2018) – folkkär general[210]
- Jacek Starzewski (född 1941) - kirurg och forskare, professor[211]
- Janusz Ostoja-Zagórski (född 1943) - professor i humaniora, Rektor vid Kazimierz Wielki Universitetet i Bydgoszcz[212]
- Jerzy Antoni Ostoja-Sędzimir - professor i chemi vid Akademia Górniczo-Hutnicza im. St. Staszica i Krakow[213]
- Eustachy Rylski (född 1944) – välkänd polsk dramaförfattare[214]
- Adam Jerzy Ostaszewski (född 1949 i London) - matematiker, professor vid London School of Economics[215]
- Piotr Witold Ostaszewski (född 1950) - veterinär, professor vid Polska Akademin[216]
- Pawel Ostaszewski (född 1963) - psykolog, professor vid Warszawas Universitet[217][218]
- Piotr Ostaszewski (född 1964) - historiker, statsveare. År 2017 utnämnd till Polens Ambassadör i Sydkorea[219]
- Martin Ostoja Starzewski - professor i materialvetenskap vid Universitet i Illiois[220]
- Błażej Ostoja Lniski (född 1984) -professor i konst. Konst Akademin i Warszawa (Akademia Sztuk Pieknych w Warszawie)[221]
- Rafał Mieczysław Stobiecki (född 1962) - professor i historia vid Universitetet i Łódź[222]